# Liste des planètes mineures non numérotées découvertes entre le 1er et le 15 septembre 2021
Pour un article plus général, voir Liste des planètes mineures non numérotées découvertes en 2021.
Pour un article plus général, voir Liste des planètes mineures.
Cet article dresse la liste des planètes mineures (astéroïdes, centaures, objets transneptuniens et assimilés) non numérotées découvertes en septembre 2021 dans l'ordre de leur découverte.
Au 15 janvier 2025, 661 077 des 1 434 993 planètes mineures répertoriées par le Centre des planètes mineures ne sont pas encore numérotées, soit 46,07 %.

## Rappel concernant la désignation provisoire
La désignation provisoire indique l'ordre de découverte de ces objets. En effet, cette désignation est composée de l'année de découverte (par exemple 2021) suivie de la quinzaine (demi-mois) de découverte (p.e. A = 1-15 janvier) puis de l'ordre de découverte dans cette quinzaine. Cet ordre est indiqué par une lettre et éventuellement un chiffre comme suit : A pour la première découverte, B pour la deuxième, ..., Z pour la 25e (le I n'est pas utilisé pour éviter la confusion avec 1), A1 pour la 26e, B1 pour la 27e, etc. , Z1 pour la 50e, A2 pour la 51e, B2 pour la 52e, etc. L'ordre de la numérotation ne suit donc pas l'ordre alphanumérique. 2021 AA1 suit ainsi 2021 AZ et précède 2021 AB1.

## Du1erau 15 septembre 2021
- 2021 RA
- 2021 RB
- 2021 RC
- 2021 RD
- 2021 RE
- 2021 RF
- 2021 RG
- 2021 RH
- 2021 RJ
- 2021 RK
- 2021 RL
- 2021 RM
- 2021 RN
- 2021 RO
- 2021 RP
- 2021 RQ
- 2021 RR
- 2021 RS
- 2021 RT
- 2021 RU
- 2021 RV
- 2021 RW
- 2021 RX
- 2021 RY
- 2021 RZ
- 2021 RA1
- 2021 RB1
- 2021 RC1
- 2021 RD1
- 2021 RE1
- 2021 RF1
- 2021 RG1
- 2021 RH1
- 2021 RK1
- 2021 RL1
- 2021 RM1
- 2021 RN1
- 2021 RO1
- 2021 RP1
- 2021 RQ1
- 2021 RR1
- 2021 RS1
- 2021 RT1
- 2021 RU1
- 2021 RV1
- 2021 RW1
- 2021 RZ1
- 2021 RA2
- 2021 RB2
- 2021 RC2
- 2021 RD2
- 2021 RE2
- 2021 RF2
- 2021 RG2
- 2021 RH2
- 2021 RJ2
- 2021 RK2
- 2021 RL2
- 2021 RM2
- 2021 RN2
- 2021 RO2
- 2021 RP2
- 2021 RQ2
- 2021 RR2
- 2021 RS2
- 2021 RT2
- 2021 RU2
- 2021 RV2
- 2021 RW2
- 2021 RX2
- 2021 RZ2
- 2021 RA3
- 2021 RB3
- 2021 RC3
- 2021 RD3
- 2021 RE3
- 2021 RF3
- 2021 RG3
- 2021 RH3
- 2021 RJ3
- 2021 RL3
- 2021 RM3
- 2021 RN3
- 2021 RO3
- 2021 RP3
- 2021 RQ3
- 2021 RR3
- 2021 RS3
- 2021 RT3
- 2021 RU3
- 2021 RV3
- 2021 RW3
- 2021 RX3
- 2021 RY3
- 2021 RZ3
- 2021 RA4
- 2021 RB4
- 2021 RC4
- 2021 RD4
- 2021 RE4
- 2021 RF4
- 2021 RG4
- 2021 RH4
- 2021 RJ4
- 2021 RK4
- 2021 RL4
- 2021 RN4
- 2021 RO4
- 2021 RP4
- 2021 RQ4
- 2021 RR4
- 2021 RS4
- 2021 RT4
- 2021 RU4
- 2021 RV4
- 2021 RW4
- 2021 RX4
- 2021 RY4
- 2021 RZ4
- 2021 RA5
- 2021 RB5
- 2021 RC5
- 2021 RD5
- 2021 RE5
- 2021 RF5
- 2021 RH5
- 2021 RJ5
- 2021 RK5
- 2021 RL5
- 2021 RM5
- 2021 RN5
- 2021 RP5
- 2021 RQ5
- 2021 RR5
- 2021 RS5
- 2021 RT5
- 2021 RU5
- 2021 RV5
- 2021 RW5
- 2021 RX5
- 2021 RY5
- 2021 RZ5
- 2021 RA6
- 2021 RB6
- 2021 RC6
- 2021 RD6
- 2021 RE6
- 2021 RF6
- 2021 RG6
- 2021 RH6
- 2021 RJ6
- 2021 RK6
- 2021 RL6
- 2021 RM6
- 2021 RN6
- 2021 RP6
- 2021 RQ6
- 2021 RR6
- 2021 RS6
- 2021 RT6
- 2021 RU6
- 2021 RV6
- 2021 RW6
- 2021 RX6
- 2021 RY6
- 2021 RZ6
- 2021 RC7
- 2021 RD7
- 2021 RF7
- 2021 RG7
- 2021 RH7
- 2021 RJ7
- 2021 RK7
- 2021 RL7
- 2021 RM7
- 2021 RN7
- 2021 RO7
- 2021 RP7
- 2021 RQ7
- 2021 RR7
- 2021 RT7
- 2021 RU7
- 2021 RV7
- 2021 RW7
- 2021 RX7
- 2021 RY7
- 2021 RZ7
- 2021 RA8
- 2021 RD8
- 2021 RF8
- 2021 RG8
- 2021 RH8
- 2021 RJ8
- 2021 RK8
- 2021 RM8
- 2021 RN8
- 2021 RO8
- 2021 RQ8
- 2021 RR8
- 2021 RS8
- 2021 RT8
- 2021 RU8
- 2021 RV8
- 2021 RW8
- 2021 RY8
- 2021 RZ8
- 2021 RB9
- 2021 RC9
- 2021 RD9
- 2021 RE9
- 2021 RF9
- 2021 RG9
- 2021 RH9
- 2021 RJ9
- 2021 RM9
- 2021 RN9
- 2021 RO9
- 2021 RP9
- 2021 RQ9
- 2021 RR9
- 2021 RS9
- 2021 RT9
- 2021 RU9
- 2021 RV9
- 2021 RW9
- 2021 RX9
- 2021 RY9
- 2021 RZ9
- 2021 RA10
- 2021 RB10
- 2021 RC10
- 2021 RD10
- 2021 RE10
- 2021 RF10
- 2021 RG10
- 2021 RH10
- 2021 RJ10
- 2021 RK10
- 2021 RL10
- 2021 RM10
- 2021 RN10
- 2021 RO10
- 2021 RP10
- 2021 RR10
- 2021 RS10
- 2021 RT10
- 2021 RU10
- 2021 RV10
- 2021 RW10
- 2021 RX10
- 2021 RZ10
- 2021 RB11
- 2021 RC11
- 2021 RD11
- 2021 RE11
- 2021 RF11
- 2021 RG11
- 2021 RK11
- 2021 RL11
- 2021 RN11
- 2021 RP11
- 2021 RQ11
- 2021 RR11
- 2021 RU11
- 2021 RV11
- 2021 RW11
- 2021 RY11
- 2021 RZ11
- 2021 RA12
- 2021 RB12
- 2021 RC12
- 2021 RD12
- 2021 RE12
- 2021 RF12
- 2021 RG12
- 2021 RH12
- 2021 RJ12
- 2021 RK12
- 2021 RL12
- 2021 RM12
- 2021 RN12
- 2021 RO12
- 2021 RP12
- 2021 RQ12
- 2021 RR12
- 2021 RT12
- 2021 RU12
- 2021 RV12
- 2021 RW12
- 2021 RB13
- 2021 RC13
- 2021 RD13
- 2021 RG13
- 2021 RH13
- 2021 RK13
- 2021 RL13
- 2021 RM13
- 2021 RN13
- 2021 RO13
- 2021 RP13
- 2021 RR13
- 2021 RT13
- 2021 RU13
- 2021 RV13
- 2021 RW13
- 2021 RX13
- 2021 RY13
- 2021 RZ13
- 2021 RA14
- 2021 RC14
- 2021 RD14
- 2021 RE14
- 2021 RF14
- 2021 RG14
- 2021 RH14
- 2021 RJ14
- 2021 RK14
- 2021 RL14
- 2021 RM14
- 2021 RN14
- 2021 RO14
- 2021 RP14
- 2021 RQ14
- 2021 RR14
- 2021 RS14
- 2021 RT14
- 2021 RU14
- 2021 RV14
- 2021 RX14
- 2021 RZ14
- 2021 RA15
- 2021 RB15
- 2021 RC15
- 2021 RD15
- 2021 RE15
- 2021 RF15
- 2021 RG15
- 2021 RH15
- 2021 RJ15
- 2021 RK15
- 2021 RL15
- 2021 RM15
- 2021 RN15
- 2021 RO15
- 2021 RP15
- 2021 RQ15
- 2021 RR15
- 2021 RS15
- 2021 RU15
- 2021 RV15
- 2021 RY15
- 2021 RZ15
- 2021 RB16
- 2021 RC16
- 2021 RD16
- 2021 RE16
- 2021 RF16
- 2021 RJ16
- 2021 RK16
- 2021 RL16
- 2021 RM16
- 2021 RN16
- 2021 RO16
- 2021 RP16
- 2021 RR16
- 2021 RS16
- 2021 RT16
- 2021 RU16
- 2021 RW16
- 2021 RZ16
- 2021 RA17
- 2021 RB17
- 2021 RC17
- 2021 RD17
- 2021 RF17
- 2021 RG17
- 2021 RH17
- 2021 RJ17
- 2021 RL17
- 2021 RM17
- 2021 RN17
- 2021 RO17
- 2021 RQ17
- 2021 RR17
- 2021 RS17
- 2021 RT17
- 2021 RV17
- 2021 RW17
- 2021 RX17
- 2021 RY17
- 2021 RZ17
- 2021 RA18
- 2021 RB18
- 2021 RC18
- 2021 RD18
- 2021 RE18
- 2021 RF18
- 2021 RG18
- 2021 RH18
- 2021 RJ18
- 2021 RK18
- 2021 RL18
- 2021 RM18
- 2021 RN18
- 2021 RO18
- 2021 RP18
- 2021 RR18
- 2021 RS18
- 2021 RT18
- 2021 RU18
- 2021 RV18
- 2021 RW18
- 2021 RX18
- 2021 RY18
- 2021 RZ18
- 2021 RA19
- 2021 RB19
- 2021 RD19
- 2021 RE19
- 2021 RF19
- 2021 RG19
- 2021 RH19
- 2021 RJ19
- 2021 RK19
- 2021 RM19
- 2021 RN19
- 2021 RP19
- 2021 RQ19
- 2021 RR19
- 2021 RS19
- 2021 RT19
- 2021 RU19
- 2021 RV19
- 2021 RX19
- 2021 RY19
- 2021 RA20
- 2021 RC20
- 2021 RD20
- 2021 RE20
- 2021 RF20
- 2021 RG20
- 2021 RH20
- 2021 RJ20
- 2021 RK20
- 2021 RL20
- 2021 RM20
- 2021 RN20
- 2021 RO20
- 2021 RP20
- 2021 RQ20
- 2021 RR20
- 2021 RS20
- 2021 RT20
- 2021 RV20
- 2021 RW20
- 2021 RX20
- 2021 RY20
- 2021 RA21
- 2021 RB21
- 2021 RC21
- 2021 RD21
- 2021 RF21
- 2021 RG21
- 2021 RH21
- 2021 RJ21
- 2021 RK21
- 2021 RL21
- 2021 RM21
- 2021 RN21
- 2021 RO21
- 2021 RQ21
- 2021 RR21
- 2021 RS21
- 2021 RU21
- 2021 RV21
- 2021 RW21
- 2021 RX21
- 2021 RY21
- 2021 RZ21
- 2021 RB22
- 2021 RC22
- 2021 RD22
- 2021 RE22
- 2021 RF22
- 2021 RJ22
- 2021 RL22
- 2021 RM22
- 2021 RO22
- 2021 RQ22
- 2021 RR22
- 2021 RS22
- 2021 RU22
- 2021 RV22
- 2021 RA23
- 2021 RB23
- 2021 RD23
- 2021 RE23
- 2021 RF23
- 2021 RG23
- 2021 RM23
- 2021 RN23
- 2021 RO23
- 2021 RR23
- 2021 RS23
- 2021 RT23
- 2021 RU23
- 2021 RV23
- 2021 RW23
- 2021 RX23
- 2021 RY23
- 2021 RA24
- 2021 RB24
- 2021 RC24
- 2021 RE24
- 2021 RG24
- 2021 RH24
- 2021 RJ24
- 2021 RK24
- 2021 RL24
- 2021 RM24
- 2021 RN24
- 2021 RO24
- 2021 RP24
- 2021 RR24
- 2021 RS24
- 2021 RT24
- 2021 RU24
- 2021 RV24
- 2021 RW24
- 2021 RX24
- 2021 RA25
- 2021 RB25
- 2021 RE25
- 2021 RF25
- 2021 RG25
- 2021 RH25
- 2021 RJ25
- 2021 RK25
- 2021 RL25
- 2021 RM25
- 2021 RN25
- 2021 RO25
- 2021 RP25
- 2021 RQ25
- 2021 RR25
- 2021 RS25
- 2021 RT25
- 2021 RU25
- 2021 RV25
- 2021 RW25
- 2021 RX25
- 2021 RZ25
- 2021 RB26
- 2021 RC26
- 2021 RE26
- 2021 RF26
- 2021 RH26
- 2021 RK26
- 2021 RL26
- 2021 RM26
- 2021 RN26
- 2021 RP26
- 2021 RQ26
- 2021 RS26
- 2021 RU26
- 2021 RV26
- 2021 RW26
- 2021 RA27
- 2021 RB27
- 2021 RC27
- 2021 RE27
- 2021 RF27
- 2021 RG27
- 2021 RH27
- 2021 RJ27
- 2021 RK27
- 2021 RL27
- 2021 RM27
- 2021 RN27
- 2021 RO27
- 2021 RP27
- 2021 RQ27
- 2021 RR27
- 2021 RS27
- 2021 RT27
- 2021 RW27
- 2021 RX27
- 2021 RZ27
- 2021 RA28
- 2021 RB28
- 2021 RC28
- 2021 RD28
- 2021 RE28
- 2021 RG28
- 2021 RJ28
- 2021 RK28
- 2021 RL28
- 2021 RM28
- 2021 RN28
- 2021 RO28
- 2021 RP28
- 2021 RQ28
- 2021 RR28
- 2021 RS28
- 2021 RT28
- 2021 RU28
- 2021 RV28
- 2021 RW28
- 2021 RX28
- 2021 RY28
- 2021 RZ28
- 2021 RB29
- 2021 RC29
- 2021 RD29
- 2021 RF29
- 2021 RG29
- 2021 RH29
- 2021 RJ29
- 2021 RK29
- 2021 RL29
- 2021 RM29
- 2021 RN29
- 2021 RO29
- 2021 RP29
- 2021 RQ29
- 2021 RR29
- 2021 RS29
- 2021 RT29
- 2021 RU29
- 2021 RV29
- 2021 RW29
- 2021 RX29
- 2021 RY29
- 2021 RZ29
- 2021 RA30
- 2021 RB30
- 2021 RC30
- 2021 RD30
- 2021 RE30
- 2021 RJ30
- 2021 RK30
- 2021 RL30
- 2021 RN30
- 2021 RO30
- 2021 RP30
- 2021 RU30
- 2021 RV30
- 2021 RW30
- 2021 RX30
- 2021 RZ30
- 2021 RA31
- 2021 RB31
- 2021 RC31
- 2021 RD31
- 2021 RE31
- 2021 RF31
- 2021 RG31
- 2021 RH31
- 2021 RJ31
- 2021 RK31
- 2021 RL31
- 2021 RM31
- 2021 RN31
- 2021 RO31
- 2021 RP31
- 2021 RQ31
- 2021 RS31
- 2021 RT31
- 2021 RU31
- 2021 RV31
- 2021 RW31
- 2021 RX31
- 2021 RY31
- 2021 RZ31
- 2021 RB32
- 2021 RC32
- 2021 RD32
- 2021 RE32
- 2021 RF32
- 2021 RG32
- 2021 RH32
- 2021 RJ32
- 2021 RK32
- 2021 RL32
- 2021 RM32
- 2021 RN32
- 2021 RP32
- 2021 RR32
- 2021 RS32
- 2021 RT32
- 2021 RU32
- 2021 RV32
- 2021 RW32
- 2021 RX32
- 2021 RY32
- 2021 RZ32
- 2021 RA33
- 2021 RB33
- 2021 RD33
- 2021 RE33
- 2021 RF33
- 2021 RH33
- 2021 RK33
- 2021 RL33
- 2021 RM33
- 2021 RN33
- 2021 RO33
- 2021 RQ33
- 2021 RR33
- 2021 RT33
- 2021 RU33
- 2021 RV33
- 2021 RW33
- 2021 RX33
- 2021 RY33
- 2021 RZ33
- 2021 RA34
- 2021 RB34
- 2021 RE34
- 2021 RF34
- 2021 RG34
- 2021 RH34
- 2021 RJ34
- 2021 RK34
- 2021 RL34
- 2021 RM34
- 2021 RN34
- 2021 RO34
- 2021 RP34
- 2021 RQ34
- 2021 RR34
- 2021 RS34
- 2021 RT34
- 2021 RU34
- 2021 RV34
- 2021 RW34
- 2021 RX34
- 2021 RY34
- 2021 RZ34
- 2021 RA35
- 2021 RB35
- 2021 RC35
- 2021 RE35
- 2021 RF35
- 2021 RG35
- 2021 RH35
- 2021 RJ35
- 2021 RK35
- 2021 RL35
- 2021 RM35
- 2021 RN35
- 2021 RO35
- 2021 RP35
- 2021 RQ35
- 2021 RR35
- 2021 RS35
- 2021 RT35
- 2021 RU35
- 2021 RV35
- 2021 RX35
- 2021 RY35
- 2021 RZ35
- 2021 RA36
- 2021 RB36
- 2021 RD36
- 2021 RE36
- 2021 RF36
- 2021 RG36
- 2021 RH36
- 2021 RJ36
- 2021 RL36
- 2021 RM36
- 2021 RN36
- 2021 RO36
- 2021 RP36
- 2021 RQ36
- 2021 RR36
- 2021 RS36
- 2021 RT36
- 2021 RU36
- 2021 RW36
- 2021 RZ36
- 2021 RA37
- 2021 RB37
- 2021 RC37
- 2021 RD37
- 2021 RE37
- 2021 RF37
- 2021 RG37
- 2021 RH37
- 2021 RJ37
- 2021 RL37
- 2021 RM37
- 2021 RN37
- 2021 RO37
- 2021 RP37
- 2021 RQ37
- 2021 RR37
- 2021 RT37
- 2021 RU37
- 2021 RV37
- 2021 RW37
- 2021 RZ37
- 2021 RA38
- 2021 RB38
- 2021 RC38
- 2021 RD38
- 2021 RE38
- 2021 RG38
- 2021 RH38
- 2021 RK38
- 2021 RN38
- 2021 RO38
- 2021 RQ38
- 2021 RS38
- 2021 RU38
- 2021 RV38
- 2021 RW38
- 2021 RX38
- 2021 RY38
- 2021 RA39
- 2021 RB39
- 2021 RE39
- 2021 RF39
- 2021 RG39
- 2021 RH39
- 2021 RJ39
- 2021 RK39
- 2021 RM39
- 2021 RN39
- 2021 RO39
- 2021 RP39
- 2021 RQ39
- 2021 RR39
- 2021 RS39
- 2021 RT39
- 2021 RU39
- 2021 RV39
- 2021 RW39
- 2021 RX39
- 2021 RZ39
- 2021 RA40
- 2021 RB40
- 2021 RD40
- 2021 RE40
- 2021 RF40
- 2021 RG40
- 2021 RH40
- 2021 RJ40
- 2021 RK40
- 2021 RM40
- 2021 RN40
- 2021 RP40
- 2021 RR40
- 2021 RS40
- 2021 RT40
- 2021 RU40
- 2021 RV40
- 2021 RW40
- 2021 RX40
- 2021 RY40
- 2021 RZ40
- 2021 RA41
- 2021 RB41
- 2021 RC41
- 2021 RD41
- 2021 RE41
- 2021 RF41
- 2021 RG41
- 2021 RH41
- 2021 RK41
- 2021 RL41
- 2021 RM41
- 2021 RN41
- 2021 RO41
- 2021 RP41
- 2021 RQ41
- 2021 RR41
- 2021 RS41
- 2021 RT41
- 2021 RU41
- 2021 RV41
- 2021 RW41
- 2021 RX41
- 2021 RY41
- 2021 RZ41
- 2021 RA42
- 2021 RB42
- 2021 RC42
- 2021 RD42
- 2021 RE42
- 2021 RF42
- 2021 RG42
- 2021 RK42
- 2021 RL42
- 2021 RM42
- 2021 RN42
- 2021 RO42
- 2021 RP42
- 2021 RQ42
- 2021 RS42
- 2021 RT42
- 2021 RU42
- 2021 RV42
- 2021 RW42
- 2021 RX42
- 2021 RY42
- 2021 RZ42
- 2021 RA43
- 2021 RB43
- 2021 RC43
- 2021 RD43
- 2021 RE43
- 2021 RF43
- 2021 RG43
- 2021 RH43
- 2021 RJ43
- 2021 RK43
- 2021 RL43
- 2021 RM43
- 2021 RN43
- 2021 RO43
- 2021 RP43
- 2021 RQ43
- 2021 RR43
- 2021 RS43
- 2021 RU43
- 2021 RW43
- 2021 RX43
- 2021 RY43
- 2021 RZ43
- 2021 RA44
- 2021 RB44
- 2021 RD44
- 2021 RE44
- 2021 RF44
- 2021 RG44
- 2021 RJ44
- 2021 RK44
- 2021 RL44
- 2021 RM44
- 2021 RN44
- 2021 RO44
- 2021 RQ44
- 2021 RS44
- 2021 RU44
- 2021 RX44
- 2021 RY44
- 2021 RZ44
- 2021 RA45
- 2021 RC45
- 2021 RE45
- 2021 RF45
- 2021 RG45
- 2021 RH45
- 2021 RJ45
- 2021 RK45
- 2021 RL45
- 2021 RM45
- 2021 RN45
- 2021 RO45
- 2021 RP45
- 2021 RQ45
- 2021 RR45
- 2021 RT45
- 2021 RU45
- 2021 RV45
- 2021 RW45
- 2021 RX45
- 2021 RZ45
- 2021 RA46
- 2021 RB46
- 2021 RC46
- 2021 RD46
- 2021 RF46
- 2021 RG46
- 2021 RH46
- 2021 RJ46
- 2021 RK46
- 2021 RL46
- 2021 RM46
- 2021 RO46
- 2021 RP46
- 2021 RQ46
- 2021 RS46
- 2021 RT46
- 2021 RU46
- 2021 RV46
- 2021 RW46
- 2021 RX46
- 2021 RY46
- 2021 RZ46
- 2021 RA47
- 2021 RB47
- 2021 RC47
- 2021 RD47
- 2021 RF47
- 2021 RG47
- 2021 RH47
- 2021 RJ47
- 2021 RL47
- 2021 RM47
- 2021 RN47
- 2021 RP47
- 2021 RQ47
- 2021 RR47
- 2021 RS47
- 2021 RT47
- 2021 RU47
- 2021 RW47
- 2021 RX47
- 2021 RZ47
- 2021 RC48
- 2021 RD48
- 2021 RE48
- 2021 RF48
- 2021 RG48
- 2021 RH48
- 2021 RJ48
- 2021 RK48
- 2021 RM48
- 2021 RN48
- 2021 RP48
- 2021 RQ48
- 2021 RR48
- 2021 RU48
- 2021 RV48
- 2021 RW48
- 2021 RX48
- 2021 RY48
- 2021 RZ48
- 2021 RA49
- 2021 RB49
- 2021 RC49
- 2021 RD49
- 2021 RE49
- 2021 RF49
- 2021 RH49
- 2021 RK49
- 2021 RM49
- 2021 RN49
- 2021 RO49
- 2021 RP49
- 2021 RQ49
- 2021 RS49
- 2021 RT49
- 2021 RU49
- 2021 RV49
- 2021 RW49
- 2021 RX49
- 2021 RY49
- 2021 RZ49
- 2021 RB50
- 2021 RC50
- 2021 RE50
- 2021 RF50
- 2021 RG50
- 2021 RH50
- 2021 RK50
- 2021 RL50
- 2021 RN50
- 2021 RP50
- 2021 RQ50
- 2021 RR50
- 2021 RT50
- 2021 RU50
- 2021 RV50
- 2021 RW50
- 2021 RX50
- 2021 RY50
- 2021 RZ50
- 2021 RA51
- 2021 RB51
- 2021 RC51
- 2021 RD51
- 2021 RE51
- 2021 RF51
- 2021 RG51
- 2021 RH51
- 2021 RJ51
- 2021 RK51
- 2021 RL51
- 2021 RN51
- 2021 RO51
- 2021 RP51
- 2021 RQ51
- 2021 RR51
- 2021 RS51
- 2021 RT51
- 2021 RU51
- 2021 RV51
- 2021 RW51
- 2021 RX51
- 2021 RY51
- 2021 RZ51
- 2021 RA52
- 2021 RC52
- 2021 RD52
- 2021 RE52
- 2021 RF52
- 2021 RG52
- 2021 RH52
- 2021 RJ52
- 2021 RK52
- 2021 RL52
- 2021 RM52
- 2021 RO52
- 2021 RP52
- 2021 RQ52
- 2021 RS52
- 2021 RT52
- 2021 RU52
- 2021 RV52
- 2021 RW52
- 2021 RX52
- 2021 RY52
- 2021 RZ52
- 2021 RA53
- 2021 RB53
- 2021 RC53
- 2021 RD53
- 2021 RE53
- 2021 RF53
- 2021 RG53
- 2021 RJ53
- 2021 RK53
- 2021 RL53
- 2021 RN53
- 2021 RP53
- 2021 RQ53
- 2021 RR53
- 2021 RT53
- 2021 RU53
- 2021 RV53
- 2021 RW53
- 2021 RX53
- 2021 RY53
- 2021 RZ53
- 2021 RA54
- 2021 RB54
- 2021 RC54
- 2021 RD54
- 2021 RE54
- 2021 RG54
- 2021 RH54
- 2021 RK54
- 2021 RL54
- 2021 RM54
- 2021 RN54
- 2021 RO54
- 2021 RP54
- 2021 RQ54
- 2021 RS54
- 2021 RT54
- 2021 RU54
- 2021 RV54
- 2021 RW54
- 2021 RX54
- 2021 RY54
- 2021 RZ54
- 2021 RA55
- 2021 RB55
- 2021 RC55
- 2021 RD55
- 2021 RE55
- 2021 RG55
- 2021 RH55
- 2021 RJ55
- 2021 RK55
- 2021 RL55
- 2021 RN55
- 2021 RP55
- 2021 RQ55
- 2021 RR55
- 2021 RS55
- 2021 RT55
- 2021 RU55
- 2021 RV55
- 2021 RW55
- 2021 RX55
- 2021 RY55
- 2021 RA56
- 2021 RB56
- 2021 RD56
- 2021 RF56
- 2021 RG56
- 2021 RH56
- 2021 RJ56
- 2021 RK56
- 2021 RM56
- 2021 RN56
- 2021 RO56
- 2021 RP56
- 2021 RQ56
- 2021 RR56
- 2021 RS56
- 2021 RT56
- 2021 RU56
- 2021 RV56
- 2021 RX56
- 2021 RY56
- 2021 RZ56
- 2021 RA57
- 2021 RC57
- 2021 RD57
- 2021 RE57
- 2021 RF57
- 2021 RG57
- 2021 RH57
- 2021 RJ57
- 2021 RL57
- 2021 RM57
- 2021 RN57
- 2021 RO57
- 2021 RP57
- 2021 RQ57
- 2021 RR57
- 2021 RS57
- 2021 RT57
- 2021 RU57
- 2021 RV57
- 2021 RX57
- 2021 RZ57
- 2021 RA58
- 2021 RB58
- 2021 RC58
- 2021 RE58
- 2021 RF58
- 2021 RG58
- 2021 RH58
- 2021 RK58
- 2021 RL58
- 2021 RM58
- 2021 RN58
- 2021 RO58
- 2021 RP58
- 2021 RQ58
- 2021 RT58
- 2021 RU58
- 2021 RV58
- 2021 RW58
- 2021 RX58
- 2021 RY58
- 2021 RZ58
- 2021 RA59
- 2021 RC59
- 2021 RD59
- 2021 RE59
- 2021 RF59
- 2021 RG59
- 2021 RH59
- 2021 RK59
- 2021 RL59
- 2021 RM59
- 2021 RN59
- 2021 RO59
- 2021 RP59
- 2021 RQ59
- 2021 RR59
- 2021 RS59
- 2021 RT59
- 2021 RU59
- 2021 RV59
- 2021 RW59
- 2021 RX59
- 2021 RY59
- 2021 RZ59
- 2021 RA60
- 2021 RB60
- 2021 RC60
- 2021 RD60
- 2021 RE60
- 2021 RF60
- 2021 RG60
- 2021 RH60
- 2021 RJ60
- 2021 RL60
- 2021 RM60
- 2021 RN60
- 2021 RO60
- 2021 RP60
- 2021 RQ60
- 2021 RR60
- 2021 RS60
- 2021 RT60
- 2021 RU60
- 2021 RV60
- 2021 RW60
- 2021 RX60
- 2021 RY60
- 2021 RZ60
- 2021 RA61
- 2021 RB61
- 2021 RD61
- 2021 RE61
- 2021 RF61
- 2021 RG61
- 2021 RH61
- 2021 RJ61
- 2021 RK61
- 2021 RL61
- 2021 RM61
- 2021 RN61
- 2021 RO61
- 2021 RQ61
- 2021 RR61
- 2021 RS61
- 2021 RT61
- 2021 RU61
- 2021 RV61
- 2021 RX61
- 2021 RY61
- 2021 RZ61
- 2021 RA62
- 2021 RB62
- 2021 RC62
- 2021 RD62
- 2021 RF62
- 2021 RG62
- 2021 RH62
- 2021 RJ62
- 2021 RK62
- 2021 RL62
- 2021 RM62
- 2021 RN62
- 2021 RO62
- 2021 RP62
- 2021 RQ62
- 2021 RR62
- 2021 RS62
- 2021 RT62
- 2021 RU62
- 2021 RV62
- 2021 RW62
- 2021 RX62
- 2021 RZ62
- 2021 RB63
- 2021 RC63
- 2021 RD63
- 2021 RF63
- 2021 RG63
- 2021 RJ63
- 2021 RK63
- 2021 RN63
- 2021 RO63
- 2021 RQ63
- 2021 RS63
- 2021 RT63
- 2021 RU63
- 2021 RV63
- 2021 RW63
- 2021 RX63
- 2021 RY63
- 2021 RZ63
- 2021 RA64
- 2021 RD64
- 2021 RE64
- 2021 RG64
- 2021 RH64
- 2021 RJ64
- 2021 RL64
- 2021 RM64
- 2021 RN64
- 2021 RP64
- 2021 RQ64
- 2021 RR64
- 2021 RS64
- 2021 RT64
- 2021 RU64
- 2021 RV64
- 2021 RW64
- 2021 RX64
- 2021 RY64
- 2021 RZ64
- 2021 RA65
- 2021 RB65
- 2021 RC65
- 2021 RD65
- 2021 RE65
- 2021 RF65
- 2021 RG65
- 2021 RH65
- 2021 RJ65
- 2021 RK65
- 2021 RL65
- 2021 RM65
- 2021 RN65
- 2021 RO65
- 2021 RP65
- 2021 RQ65
- 2021 RR65
- 2021 RS65
- 2021 RT65
- 2021 RU65
- 2021 RV65
- 2021 RW65
- 2021 RX65
- 2021 RY65
- 2021 RZ65
- 2021 RA66
- 2021 RB66
- 2021 RD66
- 2021 RF66
- 2021 RG66
- 2021 RH66
- 2021 RJ66
- 2021 RK66
- 2021 RL66
- 2021 RM66
- 2021 RN66
- 2021 RO66
- 2021 RP66
- 2021 RQ66
- 2021 RS66
- 2021 RT66
- 2021 RU66
- 2021 RV66
- 2021 RW66
- 2021 RX66
- 2021 RZ66
- 2021 RC67
- 2021 RD67
- 2021 RE67
- 2021 RG67
- 2021 RK67
- 2021 RL67
- 2021 RN67
- 2021 RO67
- 2021 RP67
- 2021 RQ67
- 2021 RR67
- 2021 RS67
- 2021 RT67
- 2021 RU67
- 2021 RV67
- 2021 RW67
- 2021 RY67
- 2021 RZ67
- 2021 RA68
- 2021 RB68
- 2021 RC68
- 2021 RD68
- 2021 RE68
- 2021 RF68
- 2021 RG68
- 2021 RH68
- 2021 RJ68
- 2021 RK68
- 2021 RL68
- 2021 RM68
- 2021 RN68
- 2021 RO68
- 2021 RP68
- 2021 RQ68
- 2021 RR68
- 2021 RS68
- 2021 RT68
- 2021 RU68
- 2021 RV68
- 2021 RW68
- 2021 RX68
- 2021 RY68
- 2021 RZ68
- 2021 RA69
- 2021 RB69
- 2021 RC69
- 2021 RD69
- 2021 RE69
- 2021 RF69
- 2021 RG69
- 2021 RH69
- 2021 RK69
- 2021 RN69
- 2021 RO69
- 2021 RQ69
- 2021 RR69
- 2021 RS69
- 2021 RT69
- 2021 RU69
- 2021 RV69
- 2021 RW69
- 2021 RX69
- 2021 RY69
- 2021 RZ69
- 2021 RA70
- 2021 RC70
- 2021 RD70
- 2021 RE70
- 2021 RF70
- 2021 RG70
- 2021 RH70
- 2021 RJ70
- 2021 RK70
- 2021 RL70
- 2021 RM70
- 2021 RN70
- 2021 RR70
- 2021 RS70
- 2021 RU70
- 2021 RV70
- 2021 RW70
- 2021 RX70
- 2021 RY70
- 2021 RA71
- 2021 RB71
- 2021 RC71
- 2021 RD71
- 2021 RE71
- 2021 RG71
- 2021 RJ71
- 2021 RK71
- 2021 RM71
- 2021 RN71
- 2021 RP71
- 2021 RQ71
- 2021 RR71
- 2021 RS71
- 2021 RT71
- 2021 RU71
- 2021 RW71
- 2021 RX71
- 2021 RY71
- 2021 RZ71
- 2021 RA72
- 2021 RB72
- 2021 RD72
- 2021 RE72
- 2021 RF72
- 2021 RG72
- 2021 RH72
- 2021 RJ72
- 2021 RK72
- 2021 RL72
- 2021 RM72
- 2021 RN72
- 2021 RP72
- 2021 RQ72
- 2021 RR72
- 2021 RS72
- 2021 RT72
- 2021 RU72
- 2021 RV72
- 2021 RW72
- 2021 RY72
- 2021 RZ72
- 2021 RA73
- 2021 RB73
- 2021 RC73
- 2021 RD73
- 2021 RF73
- 2021 RG73
- 2021 RK73
- 2021 RM73
- 2021 RN73
- 2021 RO73
- 2021 RP73
- 2021 RQ73
- 2021 RS73
- 2021 RT73
- 2021 RU73
- 2021 RV73
- 2021 RW73
- 2021 RY73
- 2021 RZ73
- 2021 RA74
- 2021 RC74
- 2021 RD74
- 2021 RE74
- 2021 RF74
- 2021 RH74
- 2021 RJ74
- 2021 RK74
- 2021 RL74
- 2021 RN74
- 2021 RO74
- 2021 RP74
- 2021 RQ74
- 2021 RS74
- 2021 RT74
- 2021 RU74
- 2021 RV74
- 2021 RW74
- 2021 RX74
- 2021 RY74
- 2021 RZ74
- 2021 RA75
- 2021 RB75
- 2021 RD75
- 2021 RF75
- 2021 RG75
- 2021 RH75
- 2021 RJ75
- 2021 RK75
- 2021 RL75
- 2021 RM75
- 2021 RN75
- 2021 RP75
- 2021 RQ75
- 2021 RR75
- 2021 RS75
- 2021 RT75
- 2021 RU75
- 2021 RW75
- 2021 RX75
- 2021 RY75
- 2021 RZ75
- 2021 RA76
- 2021 RB76
- 2021 RC76
- 2021 RD76
- 2021 RF76
- 2021 RG76
- 2021 RH76
- 2021 RJ76
- 2021 RK76
- 2021 RL76
- 2021 RM76
- 2021 RN76
- 2021 RO76
- 2021 RP76
- 2021 RR76
- 2021 RS76
- 2021 RU76
- 2021 RV76
- 2021 RW76
- 2021 RX76
- 2021 RY76
- 2021 RZ76
- 2021 RA77
- 2021 RB77
- 2021 RC77
- 2021 RD77
- 2021 RE77
- 2021 RF77
- 2021 RG77
- 2021 RH77
- 2021 RJ77
- 2021 RK77
- 2021 RL77
- 2021 RM77
- 2021 RN77
- 2021 RO77
- 2021 RP77
- 2021 RR77
- 2021 RS77
- 2021 RT77
- 2021 RU77
- 2021 RV77
- 2021 RW77
- 2021 RX77
- 2021 RZ77
- 2021 RA78
- 2021 RB78
- 2021 RC78
- 2021 RD78
- 2021 RE78
- 2021 RF78
- 2021 RH78
- 2021 RJ78
- 2021 RK78
- 2021 RL78
- 2021 RM78
- 2021 RN78
- 2021 RO78
- 2021 RP78
- 2021 RR78
- 2021 RS78
- 2021 RT78
- 2021 RU78
- 2021 RW78
- 2021 RX78
- 2021 RY78
- 2021 RZ78
- 2021 RA79
- 2021 RB79
- 2021 RD79
- 2021 RE79
- 2021 RF79
- 2021 RG79
- 2021 RH79
- 2021 RJ79
- 2021 RK79
- 2021 RM79
- 2021 RN79
- 2021 RP79
- 2021 RQ79
- 2021 RR79
- 2021 RS79
- 2021 RT79
- 2021 RU79
- 2021 RV79
- 2021 RW79
- 2021 RX79
- 2021 RY79
- 2021 RZ79
- 2021 RA80
- 2021 RB80
- 2021 RC80
- 2021 RD80
- 2021 RE80
- 2021 RF80
- 2021 RH80
- 2021 RJ80
- 2021 RK80
- 2021 RN80
- 2021 RO80
- 2021 RP80
- 2021 RS80
- 2021 RT80
- 2021 RU80
- 2021 RW80
- 2021 RX80
- 2021 RY80
- 2021 RZ80
- 2021 RA81
- 2021 RC81
- 2021 RE81
- 2021 RF81
- 2021 RG81
- 2021 RJ81
- 2021 RK81
- 2021 RM81
- 2021 RN81
- 2021 RO81
- 2021 RP81
- 2021 RQ81
- 2021 RR81
- 2021 RS81
- 2021 RT81
- 2021 RU81
- 2021 RV81
- 2021 RW81
- 2021 RY81
- 2021 RZ81
- 2021 RA82
- 2021 RB82
- 2021 RC82
- 2021 RD82
- 2021 RE82
- 2021 RF82
- 2021 RG82
- 2021 RJ82
- 2021 RK82
- 2021 RM82
- 2021 RN82
- 2021 RO82
- 2021 RP82
- 2021 RQ82
- 2021 RR82
- 2021 RS82
- 2021 RT82
- 2021 RU82
- 2021 RV82
- 2021 RW82
- 2021 RX82
- 2021 RY82
- 2021 RZ82
- 2021 RA83
- 2021 RC83
- 2021 RD83
- 2021 RE83
- 2021 RF83
- 2021 RG83
- 2021 RJ83
- 2021 RK83
- 2021 RL83
- 2021 RM83
- 2021 RN83
- 2021 RO83
- 2021 RQ83
- 2021 RR83
- 2021 RS83
- 2021 RT83
- 2021 RU83
- 2021 RV83
- 2021 RW83
- 2021 RX83
- 2021 RY83
- 2021 RA84
- 2021 RB84
- 2021 RC84
- 2021 RD84
- 2021 RE84
- 2021 RF84
- 2021 RG84
- 2021 RH84
- 2021 RJ84
- 2021 RK84
- 2021 RL84
- 2021 RM84
- 2021 RN84
- 2021 RO84
- 2021 RQ84
- 2021 RR84
- 2021 RT84
- 2021 RU84
- 2021 RY84
- 2021 RA85
- 2021 RB85
- 2021 RC85
- 2021 RD85
- 2021 RE85
- 2021 RF85
- 2021 RG85
- 2021 RH85
- 2021 RJ85
- 2021 RK85
- 2021 RL85
- 2021 RM85
- 2021 RN85
- 2021 RO85
- 2021 RP85
- 2021 RQ85
- 2021 RR85
- 2021 RS85
- 2021 RU85
- 2021 RV85
- 2021 RW85
- 2021 RX85
- 2021 RY85
- 2021 RZ85
- 2021 RA86
- 2021 RB86
- 2021 RC86
- 2021 RE86
- 2021 RF86
- 2021 RG86
- 2021 RH86
- 2021 RJ86
- 2021 RK86
- 2021 RL86
- 2021 RM86
- 2021 RN86
- 2021 RO86
- 2021 RP86
- 2021 RQ86
- 2021 RT86
- 2021 RU86
- 2021 RV86
- 2021 RW86
- 2021 RX86
- 2021 RY86
- 2021 RZ86
- 2021 RA87
- 2021 RB87
- 2021 RD87
- 2021 RE87
- 2021 RF87
- 2021 RG87
- 2021 RH87
- 2021 RJ87
- 2021 RK87
- 2021 RL87
- 2021 RM87
- 2021 RN87
- 2021 RO87
- 2021 RP87
- 2021 RQ87
- 2021 RR87
- 2021 RT87
- 2021 RU87
- 2021 RV87
- 2021 RX87
- 2021 RY87
- 2021 RZ87
- 2021 RA88
- 2021 RB88
- 2021 RC88
- 2021 RD88
- 2021 RE88
- 2021 RG88
- 2021 RH88
- 2021 RJ88
- 2021 RK88
- 2021 RM88
- 2021 RN88
- 2021 RO88
- 2021 RP88
- 2021 RQ88
- 2021 RR88
- 2021 RS88
- 2021 RU88
- 2021 RV88
- 2021 RY88
- 2021 RZ88
- 2021 RA89
- 2021 RB89
- 2021 RC89
- 2021 RD89
- 2021 RE89
- 2021 RF89
- 2021 RG89
- 2021 RH89
- 2021 RJ89
- 2021 RK89
- 2021 RL89
- 2021 RM89
- 2021 RN89
- 2021 RO89
- 2021 RP89
- 2021 RQ89
- 2021 RR89
- 2021 RT89
- 2021 RU89
- 2021 RV89
- 2021 RW89
- 2021 RX89
- 2021 RY89
- 2021 RB90
- 2021 RD90
- 2021 RE90
- 2021 RG90
- 2021 RH90
- 2021 RJ90
- 2021 RK90
- 2021 RL90
- 2021 RM90
- 2021 RN90
- 2021 RO90
- 2021 RQ90
- 2021 RR90
- 2021 RS90
- 2021 RT90
- 2021 RU90
- 2021 RV90
- 2021 RW90
- 2021 RX90
- 2021 RY90
- 2021 RZ90
- 2021 RA91
- 2021 RC91
- 2021 RD91
- 2021 RF91
- 2021 RH91
- 2021 RJ91
- 2021 RM91
- 2021 RO91
- 2021 RP91
- 2021 RQ91
- 2021 RR91
- 2021 RU91
- 2021 RV91
- 2021 RW91
- 2021 RX91
- 2021 RY91
- 2021 RA92
- 2021 RB92
- 2021 RC92
- 2021 RE92
- 2021 RG92
- 2021 RH92
- 2021 RJ92
- 2021 RK92
- 2021 RL92
- 2021 RM92
- 2021 RN92
- 2021 RO92
- 2021 RP92
- 2021 RQ92
- 2021 RT92
- 2021 RU92
- 2021 RX92
- 2021 RY92
- 2021 RZ92
- 2021 RA93
- 2021 RB93
- 2021 RC93
- 2021 RD93
- 2021 RE93
- 2021 RF93
- 2021 RG93
- 2021 RH93
- 2021 RJ93
- 2021 RK93
- 2021 RL93
- 2021 RM93
- 2021 RN93
- 2021 RO93
- 2021 RP93
- 2021 RQ93
- 2021 RR93
- 2021 RT93
- 2021 RU93
- 2021 RV93
- 2021 RW93
- 2021 RX93
- 2021 RY93
- 2021 RZ93
- 2021 RA94
- 2021 RC94
- 2021 RE94
- 2021 RF94
- 2021 RG94
- 2021 RH94
- 2021 RJ94
- 2021 RL94
- 2021 RM94
- 2021 RN94
- 2021 RO94
- 2021 RP94
- 2021 RQ94
- 2021 RR94
- 2021 RT94
- 2021 RU94
- 2021 RV94
- 2021 RW94
- 2021 RY94
- 2021 RZ94
- 2021 RA95
- 2021 RB95
- 2021 RC95
- 2021 RD95
- 2021 RE95
- 2021 RF95
- 2021 RG95
- 2021 RH95
- 2021 RJ95
- 2021 RK95
- 2021 RL95
- 2021 RM95
- 2021 RN95
- 2021 RO95
- 2021 RP95
- 2021 RQ95
- 2021 RR95
- 2021 RS95
- 2021 RU95
- 2021 RV95
- 2021 RW95
- 2021 RX95
- 2021 RY95
- 2021 RZ95
- 2021 RA96
- 2021 RB96
- 2021 RD96
- 2021 RE96
- 2021 RF96
- 2021 RG96
- 2021 RH96
- 2021 RJ96
- 2021 RK96
- 2021 RL96
- 2021 RN96
- 2021 RO96
- 2021 RP96
- 2021 RQ96
- 2021 RR96
- 2021 RS96
- 2021 RT96
- 2021 RW96
- 2021 RY96
- 2021 RZ96
- 2021 RA97
- 2021 RB97
- 2021 RC97
- 2021 RE97
- 2021 RF97
- 2021 RG97
- 2021 RH97
- 2021 RJ97
- 2021 RM97
- 2021 RO97
- 2021 RP97
- 2021 RQ97
- 2021 RR97
- 2021 RS97
- 2021 RT97
- 2021 RU97
- 2021 RV97
- 2021 RW97
- 2021 RX97
- 2021 RY97
- 2021 RZ97
- 2021 RA98
- 2021 RB98
- 2021 RC98
- 2021 RD98
- 2021 RE98
- 2021 RF98
- 2021 RG98
- 2021 RH98
- 2021 RJ98
- 2021 RK98
- 2021 RL98
- 2021 RM98
- 2021 RN98
- 2021 RO98
- 2021 RP98
- 2021 RQ98
- 2021 RR98
- 2021 RS98
- 2021 RT98
- 2021 RU98
- 2021 RV98
- 2021 RW98
- 2021 RY98
- 2021 RA99
- 2021 RC99
- 2021 RD99
- 2021 RE99
- 2021 RG99
- 2021 RH99
- 2021 RJ99
- 2021 RM99
- 2021 RN99
- 2021 RO99
- 2021 RP99
- 2021 RQ99
- 2021 RS99
- 2021 RT99
- 2021 RU99
- 2021 RV99
- 2021 RW99
- 2021 RX99
- 2021 RZ99
- 2021 RA100
- 2021 RC100
- 2021 RD100
- 2021 RE100
- 2021 RF100
- 2021 RH100
- 2021 RJ100
- 2021 RL100
- 2021 RM100
- 2021 RN100
- 2021 RO100
- 2021 RP100
- 2021 RS100
- 2021 RT100
- 2021 RU100
- 2021 RV100
- 2021 RW100
- 2021 RY100
- 2021 RZ100
- 2021 RA101
- 2021 RB101
- 2021 RD101
- 2021 RE101
- 2021 RF101
- 2021 RG101
- 2021 RH101
- 2021 RK101
- 2021 RL101
- 2021 RM101
- 2021 RN101
- 2021 RP101
- 2021 RQ101
- 2021 RR101
- 2021 RS101
- 2021 RT101
- 2021 RU101
- 2021 RV101
- 2021 RW101
- 2021 RX101
- 2021 RY101
- 2021 RB102
- 2021 RC102
- 2021 RD102
- 2021 RE102
- 2021 RF102
- 2021 RH102
- 2021 RJ102
- 2021 RK102
- 2021 RL102
- 2021 RN102
- 2021 RO102
- 2021 RP102
- 2021 RQ102
- 2021 RR102
- 2021 RT102
- 2021 RU102
- 2021 RV102
- 2021 RW102
- 2021 RX102
- 2021 RZ102
- 2021 RA103
- 2021 RB103
- 2021 RC103
- 2021 RF103
- 2021 RG103
- 2021 RH103
- 2021 RJ103
- 2021 RK103
- 2021 RL103
- 2021 RM103
- 2021 RN103
- 2021 RP103
- 2021 RQ103
- 2021 RR103
- 2021 RS103
- 2021 RT103
- 2021 RU103
- 2021 RV103
- 2021 RW103
- 2021 RX103
- 2021 RY103
- 2021 RZ103
- 2021 RA104
- 2021 RC104
- 2021 RD104
- 2021 RE104
- 2021 RF104
- 2021 RG104
- 2021 RH104
- 2021 RJ104
- 2021 RK104
- 2021 RL104
- 2021 RM104
- 2021 RN104
- 2021 RO104
- 2021 RP104
- 2021 RQ104
- 2021 RS104
- 2021 RT104
- 2021 RU104
- 2021 RV104
- 2021 RW104
- 2021 RX104
- 2021 RY104
- 2021 RZ104
- 2021 RA105
- 2021 RB105
- 2021 RC105
- 2021 RE105
- 2021 RF105
- 2021 RG105
- 2021 RH105
- 2021 RJ105
- 2021 RK105
- 2021 RL105
- 2021 RM105
- 2021 RN105
- 2021 RO105
- 2021 RP105
- 2021 RQ105
- 2021 RR105
- 2021 RS105
- 2021 RT105
- 2021 RU105
- 2021 RV105
- 2021 RW105
- 2021 RY105
- 2021 RZ105
- 2021 RD106
- 2021 RE106
- 2021 RG106
- 2021 RJ106
- 2021 RK106
- 2021 RL106
- 2021 RM106
- 2021 RN106
- 2021 RO106
- 2021 RP106
- 2021 RQ106
- 2021 RR106
- 2021 RS106
- 2021 RT106
- 2021 RU106
- 2021 RV106
- 2021 RX106
- 2021 RA107
- 2021 RC107
- 2021 RE107
- 2021 RF107
- 2021 RG107
- 2021 RH107
- 2021 RJ107
- 2021 RK107
- 2021 RL107
- 2021 RM107
- 2021 RN107
- 2021 RO107
- 2021 RP107
- 2021 RQ107
- 2021 RR107
- 2021 RS107
- 2021 RU107
- 2021 RX107
- 2021 RY107
- 2021 RZ107
- 2021 RA108
- 2021 RB108
- 2021 RC108
- 2021 RD108
- 2021 RE108
- 2021 RF108
- 2021 RG108
- 2021 RJ108
- 2021 RL108
- 2021 RM108
- 2021 RN108
- 2021 RO108
- 2021 RP108
- 2021 RQ108
- 2021 RR108
- 2021 RS108
- 2021 RU108
- 2021 RV108
- 2021 RW108
- 2021 RX108
- 2021 RA109
- 2021 RB109
- 2021 RD109
- 2021 RE109
- 2021 RF109
- 2021 RH109
- 2021 RJ109
- 2021 RK109
- 2021 RL109
- 2021 RM109
- 2021 RN109
- 2021 RO109
- 2021 RP109
- 2021 RQ109
- 2021 RR109
- 2021 RS109
- 2021 RT109
- 2021 RV109
- 2021 RX109
- 2021 RZ109
- 2021 RA110
- 2021 RB110
- 2021 RC110
- 2021 RE110
- 2021 RK110
- 2021 RL110
- 2021 RM110
- 2021 RN110
- 2021 RO110
- 2021 RP110
- 2021 RQ110
- 2021 RS110
- 2021 RT110
- 2021 RV110
- 2021 RW110
- 2021 RY110
- 2021 RZ110
- 2021 RC111
- 2021 RD111
- 2021 RE111
- 2021 RF111
- 2021 RG111
- 2021 RH111
- 2021 RJ111
- 2021 RK111
- 2021 RN111
- 2021 RO111
- 2021 RP111
- 2021 RQ111
- 2021 RR111
- 2021 RS111
- 2021 RT111
- 2021 RU111
- 2021 RW111
- 2021 RX111
- 2021 RY111
- 2021 RZ111
- 2021 RA112
- 2021 RB112
- 2021 RC112
- 2021 RD112
- 2021 RE112
- 2021 RF112
- 2021 RG112
- 2021 RH112
- 2021 RJ112
- 2021 RK112
- 2021 RM112
- 2021 RN112
- 2021 RO112
- 2021 RP112
- 2021 RQ112
- 2021 RR112
- 2021 RS112
- 2021 RT112
- 2021 RU112
- 2021 RW112
- 2021 RX112
- 2021 RY112
- 2021 RZ112
- 2021 RA113
- 2021 RB113
- 2021 RD113
- 2021 RE113
- 2021 RF113
- 2021 RG113
- 2021 RH113
- 2021 RJ113
- 2021 RK113
- 2021 RL113
- 2021 RN113
- 2021 RO113
- 2021 RQ113
- 2021 RR113
- 2021 RS113
- 2021 RV113
- 2021 RY113
- 2021 RZ113
- 2021 RA114
- 2021 RB114
- 2021 RC114
- 2021 RD114
- 2021 RE114
- 2021 RG114
- 2021 RH114
- 2021 RJ114
- 2021 RL114
- 2021 RM114
- 2021 RN114
- 2021 RO114
- 2021 RP114
- 2021 RQ114
- 2021 RR114
- 2021 RS114
- 2021 RT114
- 2021 RU114
- 2021 RV114
- 2021 RW114
- 2021 RX114
- 2021 RY114
- 2021 RZ114
- 2021 RA115
- 2021 RB115
- 2021 RC115
- 2021 RD115
- 2021 RE115
- 2021 RF115
- 2021 RG115
- 2021 RH115
- 2021 RJ115
- 2021 RK115
- 2021 RL115
- 2021 RM115
- 2021 RO115
- 2021 RP115
- 2021 RQ115
- 2021 RR115
- 2021 RS115
- 2021 RT115
- 2021 RU115
- 2021 RV115
- 2021 RY115
- 2021 RZ115
- 2021 RB116
- 2021 RC116
- 2021 RD116
- 2021 RE116
- 2021 RF116
- 2021 RG116
- 2021 RH116
- 2021 RJ116
- 2021 RK116
- 2021 RL116
- 2021 RM116
- 2021 RN116
- 2021 RP116
- 2021 RQ116
- 2021 RR116
- 2021 RS116
- 2021 RT116
- 2021 RV116
- 2021 RW116
- 2021 RX116
- 2021 RY116
- 2021 RZ116
- 2021 RB117
- 2021 RC117
- 2021 RE117
- 2021 RG117
- 2021 RH117
- 2021 RJ117
- 2021 RK117
- 2021 RL117
- 2021 RM117
- 2021 RN117
- 2021 RO117
- 2021 RP117
- 2021 RR117
- 2021 RS117
- 2021 RT117
- 2021 RU117
- 2021 RV117
- 2021 RW117
- 2021 RX117
- 2021 RY117
- 2021 RZ117
- 2021 RA118
- 2021 RB118
- 2021 RC118
- 2021 RD118
- 2021 RE118
- 2021 RF118
- 2021 RH118
- 2021 RK118
- 2021 RL118
- 2021 RM118
- 2021 RP118
- 2021 RR118
- 2021 RS118
- 2021 RT118
- 2021 RV118
- 2021 RW118
- 2021 RX118
- 2021 RA119
- 2021 RB119
- 2021 RC119
- 2021 RD119
- 2021 RG119
- 2021 RH119
- 2021 RJ119
- 2021 RK119
- 2021 RL119
- 2021 RM119
- 2021 RN119
- 2021 RO119
- 2021 RP119
- 2021 RR119
- 2021 RS119
- 2021 RT119
- 2021 RU119
- 2021 RV119
- 2021 RW119
- 2021 RY119
- 2021 RZ119
- 2021 RA120
- 2021 RB120
- 2021 RC120
- 2021 RD120
- 2021 RF120
- 2021 RG120
- 2021 RH120
- 2021 RJ120
- 2021 RK120
- 2021 RL120
- 2021 RM120
- 2021 RN120
- 2021 RO120
- 2021 RQ120
- 2021 RR120
- 2021 RS120
- 2021 RU120
- 2021 RV120
- 2021 RW120
- 2021 RY120
- 2021 RZ120
- 2021 RA121
- 2021 RB121
- 2021 RD121
- 2021 RE121
- 2021 RG121
- 2021 RH121
- 2021 RK121
- 2021 RL121
- 2021 RO121
- 2021 RP121
- 2021 RQ121
- 2021 RR121
- 2021 RS121
- 2021 RT121
- 2021 RU121
- 2021 RV121
- 2021 RW121
- 2021 RX121
- 2021 RY121
- 2021 RA122
- 2021 RB122
- 2021 RC122
- 2021 RE122
- 2021 RG122
- 2021 RH122
- 2021 RJ122
- 2021 RK122
- 2021 RL122
- 2021 RM122
- 2021 RN122
- 2021 RP122
- 2021 RQ122
- 2021 RR122
- 2021 RS122
- 2021 RT122
- 2021 RV122
- 2021 RW122
- 2021 RX122
- 2021 RY122
- 2021 RZ122
- 2021 RA123
- 2021 RB123
- 2021 RC123
- 2021 RD123
- 2021 RE123
- 2021 RF123
- 2021 RG123
- 2021 RH123
- 2021 RJ123
- 2021 RK123
- 2021 RM123
- 2021 RN123
- 2021 RO123
- 2021 RQ123
- 2021 RR123
- 2021 RS123
- 2021 RV123
- 2021 RW123
- 2021 RX123
- 2021 RY123
- 2021 RA124
- 2021 RB124
- 2021 RC124
- 2021 RD124
- 2021 RE124
- 2021 RF124
- 2021 RG124
- 2021 RH124
- 2021 RJ124
- 2021 RK124
- 2021 RL124
- 2021 RM124
- 2021 RN124
- 2021 RP124
- 2021 RQ124
- 2021 RR124
- 2021 RS124
- 2021 RT124
- 2021 RU124
- 2021 RV124
- 2021 RW124
- 2021 RX124
- 2021 RY124
- 2021 RZ124
- 2021 RA125
- 2021 RB125
- 2021 RC125
- 2021 RD125
- 2021 RE125
- 2021 RF125
- 2021 RG125
- 2021 RH125
- 2021 RK125
- 2021 RL125
- 2021 RP125
- 2021 RR125
- 2021 RS125
- 2021 RU125
- 2021 RV125
- 2021 RX125
- 2021 RY125
- 2021 RZ125
- 2021 RA126
- 2021 RB126
- 2021 RD126
- 2021 RE126
- 2021 RF126
- 2021 RH126
- 2021 RJ126
- 2021 RK126
- 2021 RL126
- 2021 RN126
- 2021 RO126
- 2021 RP126
- 2021 RQ126
- 2021 RR126
- 2021 RS126
- 2021 RU126
- 2021 RV126
- 2021 RX126
- 2021 RY126
- 2021 RA127
- 2021 RB127
- 2021 RC127
- 2021 RD127
- 2021 RE127
- 2021 RF127
- 2021 RG127
- 2021 RH127
- 2021 RJ127
- 2021 RK127
- 2021 RL127
- 2021 RM127
- 2021 RN127
- 2021 RO127
- 2021 RP127
- 2021 RQ127
- 2021 RR127
- 2021 RS127
- 2021 RT127
- 2021 RV127
- 2021 RW127
- 2021 RY127
- 2021 RZ127
- 2021 RA128
- 2021 RB128
- 2021 RC128
- 2021 RD128
- 2021 RE128
- 2021 RF128
- 2021 RG128
- 2021 RH128
- 2021 RJ128
- 2021 RK128
- 2021 RL128
- 2021 RM128
- 2021 RN128
- 2021 RO128
- 2021 RP128
- 2021 RQ128
- 2021 RR128
- 2021 RS128
- 2021 RT128
- 2021 RV128
- 2021 RY128
- 2021 RA129
- 2021 RB129
- 2021 RC129
- 2021 RE129
- 2021 RF129
- 2021 RG129
- 2021 RH129
- 2021 RJ129
- 2021 RK129
- 2021 RL129
- 2021 RM129
- 2021 RN129
- 2021 RO129
- 2021 RP129
- 2021 RQ129
- 2021 RS129
- 2021 RT129
- 2021 RU129
- 2021 RV129
- 2021 RW129
- 2021 RX129
- 2021 RY129
- 2021 RZ129
- 2021 RA130
- 2021 RB130
- 2021 RC130
- 2021 RD130
- 2021 RE130
- 2021 RG130
- 2021 RH130
- 2021 RJ130
- 2021 RK130
- 2021 RL130
- 2021 RM130
- 2021 RN130
- 2021 RO130
- 2021 RQ130
- 2021 RS130
- 2021 RT130
- 2021 RU130
- 2021 RV130
- 2021 RW130
- 2021 RX130
- 2021 RZ130
- 2021 RB131
- 2021 RC131
- 2021 RD131
- 2021 RE131
- 2021 RF131
- 2021 RG131
- 2021 RH131
- 2021 RJ131
- 2021 RK131
- 2021 RL131
- 2021 RM131
- 2021 RN131
- 2021 RO131
- 2021 RP131
- 2021 RQ131
- 2021 RR131
- 2021 RS131
- 2021 RT131
- 2021 RU131
- 2021 RW131
- 2021 RX131
- 2021 RY131
- 2021 RZ131
- 2021 RB132
- 2021 RC132
- 2021 RE132
- 2021 RF132
- 2021 RG132
- 2021 RH132
- 2021 RJ132
- 2021 RK132
- 2021 RL132
- 2021 RM132
- 2021 RN132
- 2021 RO132
- 2021 RP132
- 2021 RQ132
- 2021 RR132
- 2021 RS132
- 2021 RT132
- 2021 RU132
- 2021 RV132
- 2021 RW132
- 2021 RX132
- 2021 RY132
- 2021 RZ132
- 2021 RA133
- 2021 RB133
- 2021 RC133
- 2021 RD133
- 2021 RE133
- 2021 RF133
- 2021 RG133
- 2021 RH133
- 2021 RJ133
- 2021 RK133
- 2021 RL133
- 2021 RM133
- 2021 RN133
- 2021 RO133
- 2021 RP133
- 2021 RQ133
- 2021 RR133
- 2021 RV133
- 2021 RW133
- 2021 RY133
- 2021 RZ133
- 2021 RB134
- 2021 RD134
- 2021 RE134
- 2021 RF134
- 2021 RG134
- 2021 RH134
- 2021 RJ134
- 2021 RK134
- 2021 RL134
- 2021 RM134
- 2021 RN134
- 2021 RO134
- 2021 RQ134
- 2021 RR134
- 2021 RU134
- 2021 RV134
- 2021 RX134
- 2021 RY134
- 2021 RZ134
- 2021 RA135
- 2021 RB135
- 2021 RC135
- 2021 RD135
- 2021 RE135
- 2021 RF135
- 2021 RG135
- 2021 RH135
- 2021 RJ135
- 2021 RK135
- 2021 RL135
- 2021 RM135
- 2021 RO135
- 2021 RP135
- 2021 RQ135
- 2021 RR135
- 2021 RS135
- 2021 RT135
- 2021 RV135
- 2021 RW135
- 2021 RX135
- 2021 RY135
- 2021 RA136
- 2021 RC136
- 2021 RD136
- 2021 RE136
- 2021 RF136
- 2021 RG136
- 2021 RH136
- 2021 RJ136
- 2021 RL136
- 2021 RN136
- 2021 RO136
- 2021 RP136
- 2021 RQ136
- 2021 RR136
- 2021 RS136
- 2021 RT136
- 2021 RU136
- 2021 RV136
- 2021 RW136
- 2021 RX136
- 2021 RY136
- 2021 RZ136
- 2021 RA137
- 2021 RB137
- 2021 RC137
- 2021 RD137
- 2021 RE137
- 2021 RG137
- 2021 RH137
- 2021 RJ137
- 2021 RK137
- 2021 RL137
- 2021 RM137
- 2021 RN137
- 2021 RO137
- 2021 RP137
- 2021 RQ137
- 2021 RR137
- 2021 RS137
- 2021 RT137
- 2021 RU137
- 2021 RV137
- 2021 RW137
- 2021 RX137
- 2021 RY137
- 2021 RZ137
- 2021 RA138
- 2021 RB138
- 2021 RC138
- 2021 RD138
- 2021 RE138
- 2021 RF138
- 2021 RG138
- 2021 RH138
- 2021 RJ138
- 2021 RL138
- 2021 RM138
- 2021 RN138
- 2021 RO138
- 2021 RQ138
- 2021 RR138
- 2021 RS138
- 2021 RU138
- 2021 RV138
- 2021 RW138
- 2021 RX138
- 2021 RY138
- 2021 RZ138
- 2021 RA139
- 2021 RC139
- 2021 RD139
- 2021 RE139
- 2021 RF139
- 2021 RG139
- 2021 RH139
- 2021 RJ139
- 2021 RK139
- 2021 RL139
- 2021 RM139
- 2021 RN139
- 2021 RP139
- 2021 RQ139
- 2021 RR139
- 2021 RS139
- 2021 RT139
- 2021 RU139
- 2021 RV139
- 2021 RW139
- 2021 RX139
- 2021 RY139
- 2021 RZ139
- 2021 RA140
- 2021 RB140
- 2021 RC140
- 2021 RD140
- 2021 RE140
- 2021 RF140
- 2021 RG140
- 2021 RH140
- 2021 RJ140
- 2021 RK140
- 2021 RL140
- 2021 RM140
- 2021 RN140
- 2021 RO140
- 2021 RQ140
- 2021 RR140
- 2021 RS140
- 2021 RW140
- 2021 RY140
- 2021 RA141
- 2021 RC141
- 2021 RE141
- 2021 RF141
- 2021 RG141
- 2021 RH141
- 2021 RJ141
- 2021 RK141
- 2021 RM141
- 2021 RN141
- 2021 RO141
- 2021 RP141
- 2021 RQ141
- 2021 RR141
- 2021 RS141
- 2021 RT141
- 2021 RV141
- 2021 RY141
- 2021 RZ141
- 2021 RA142
- 2021 RB142
- 2021 RC142
- 2021 RD142
- 2021 RE142
- 2021 RF142
- 2021 RG142
- 2021 RH142
- 2021 RJ142
- 2021 RK142
- 2021 RL142
- 2021 RM142
- 2021 RO142
- 2021 RP142
- 2021 RQ142
- 2021 RR142
- 2021 RS142
- 2021 RT142
- 2021 RU142
- 2021 RV142
- 2021 RW142
- 2021 RX142
- 2021 RY142
- 2021 RZ142
- 2021 RA143
- 2021 RC143
- 2021 RD143
- 2021 RF143
- 2021 RG143
- 2021 RJ143
- 2021 RK143
- 2021 RM143
- 2021 RN143
- 2021 RP143
- 2021 RQ143
- 2021 RR143
- 2021 RS143
- 2021 RT143
- 2021 RU143
- 2021 RV143
- 2021 RW143
- 2021 RX143
- 2021 RY143
- 2021 RZ143
- 2021 RA144
- 2021 RB144
- 2021 RC144
- 2021 RD144
- 2021 RE144
- 2021 RF144
- 2021 RG144
- 2021 RH144
- 2021 RJ144
- 2021 RK144
- 2021 RL144
- 2021 RM144
- 2021 RN144
- 2021 RO144
- 2021 RP144
- 2021 RQ144
- 2021 RR144
- 2021 RS144
- 2021 RT144
- 2021 RV144
- 2021 RW144
- 2021 RX144
- 2021 RY144
- 2021 RZ144
- 2021 RA145
- 2021 RB145
- 2021 RC145
- 2021 RD145
- 2021 RF145
- 2021 RG145
- 2021 RJ145
- 2021 RK145
- 2021 RL145
- 2021 RM145
- 2021 RN145
- 2021 RO145
- 2021 RQ145
- 2021 RR145
- 2021 RS145
- 2021 RT145
- 2021 RU145
- 2021 RV145
- 2021 RW145
- 2021 RX145
- 2021 RY145
- 2021 RZ145
- 2021 RD146
- 2021 RG146
- 2021 RH146
- 2021 RJ146
- 2021 RL146
- 2021 RO146
- 2021 RP146
- 2021 RQ146
- 2021 RS146
- 2021 RT146
- 2021 RU146
- 2021 RW146
- 2021 RX146
- 2021 RY146
- 2021 RA147
- 2021 RC147
- 2021 RD147
- 2021 RE147
- 2021 RF147
- 2021 RG147
- 2021 RH147
- 2021 RJ147
- 2021 RK147
- 2021 RL147
- 2021 RM147
- 2021 RN147
- 2021 RO147
- 2021 RP147
- 2021 RQ147
- 2021 RR147
- 2021 RT147
- 2021 RU147
- 2021 RV147
- 2021 RW147
- 2021 RY147
- 2021 RB148
- 2021 RC148
- 2021 RE148
- 2021 RF148
- 2021 RG148
- 2021 RH148
- 2021 RJ148
- 2021 RK148
- 2021 RL148
- 2021 RM148
- 2021 RN148
- 2021 RO148
- 2021 RP148
- 2021 RQ148
- 2021 RR148
- 2021 RT148
- 2021 RU148
- 2021 RV148
- 2021 RW148
- 2021 RX148
- 2021 RY148
- 2021 RZ148
- 2021 RB149
- 2021 RC149
- 2021 RD149
- 2021 RE149
- 2021 RF149
- 2021 RG149
- 2021 RH149
- 2021 RJ149
- 2021 RK149
- 2021 RL149
- 2021 RM149
- 2021 RN149
- 2021 RO149
- 2021 RP149
- 2021 RQ149
- 2021 RR149
- 2021 RS149
- 2021 RT149
- 2021 RU149
- 2021 RV149
- 2021 RW149
- 2021 RX149
- 2021 RY149
- 2021 RZ149
- 2021 RA150
- 2021 RB150
- 2021 RE150
- 2021 RF150
- 2021 RG150
- 2021 RH150
- 2021 RK150
- 2021 RL150
- 2021 RM150
- 2021 RN150
- 2021 RO150
- 2021 RP150
- 2021 RQ150
- 2021 RR150
- 2021 RS150
- 2021 RU150
- 2021 RV150
- 2021 RW150
- 2021 RX150
- 2021 RY150
- 2021 RZ150
- 2021 RA151
- 2021 RB151
- 2021 RC151
- 2021 RD151
- 2021 RF151
- 2021 RH151
- 2021 RJ151
- 2021 RK151
- 2021 RL151
- 2021 RN151
- 2021 RO151
- 2021 RP151
- 2021 RQ151
- 2021 RR151
- 2021 RS151
- 2021 RT151
- 2021 RU151
- 2021 RW151
- 2021 RX151
- 2021 RY151
- 2021 RZ151
- 2021 RA152
- 2021 RB152
- 2021 RC152
- 2021 RD152
- 2021 RE152
- 2021 RF152
- 2021 RG152
- 2021 RH152
- 2021 RJ152
- 2021 RK152
- 2021 RL152
- 2021 RM152
- 2021 RN152
- 2021 RO152
- 2021 RP152
- 2021 RQ152
- 2021 RR152
- 2021 RS152
- 2021 RT152
- 2021 RU152
- 2021 RV152
- 2021 RX152
- 2021 RY152
- 2021 RZ152
- 2021 RA153
- 2021 RB153
- 2021 RC153
- 2021 RD153
- 2021 RE153
- 2021 RF153
- 2021 RG153
- 2021 RH153
- 2021 RJ153
- 2021 RK153
- 2021 RL153
- 2021 RO153
- 2021 RQ153
- 2021 RR153
- 2021 RS153
- 2021 RT153
- 2021 RU153
- 2021 RV153
- 2021 RW153
- 2021 RX153
- 2021 RY153
- 2021 RZ153
- 2021 RA154
- 2021 RB154
- 2021 RC154
- 2021 RD154
- 2021 RE154
- 2021 RF154
- 2021 RG154
- 2021 RH154
- 2021 RJ154
- 2021 RK154
- 2021 RL154
- 2021 RM154
- 2021 RN154
- 2021 RO154
- 2021 RP154
- 2021 RQ154
- 2021 RR154
- 2021 RS154
- 2021 RT154
- 2021 RU154
- 2021 RV154
- 2021 RW154
- 2021 RX154
- 2021 RY154
- 2021 RZ154
- 2021 RA155
- 2021 RB155
- 2021 RC155
- 2021 RD155
- 2021 RE155
- 2021 RF155
- 2021 RG155
- 2021 RH155
- 2021 RJ155
- 2021 RK155
- 2021 RL155
- 2021 RM155
- 2021 RN155
- 2021 RO155
- 2021 RP155
- 2021 RQ155
- 2021 RR155
- 2021 RS155
- 2021 RT155
- 2021 RU155
- 2021 RV155
- 2021 RW155
- 2021 RX155
- 2021 RY155
- 2021 RZ155
- 2021 RA156
- 2021 RB156
- 2021 RC156
- 2021 RD156
- 2021 RE156
- 2021 RF156
- 2021 RG156
- 2021 RH156
- 2021 RJ156
- 2021 RK156
- 2021 RL156
- 2021 RM156
- 2021 RN156
- 2021 RO156
- 2021 RP156
- 2021 RQ156
- 2021 RR156
- 2021 RS156
- 2021 RT156
- 2021 RU156
- 2021 RV156
- 2021 RW156
- 2021 RX156
- 2021 RY156
- 2021 RZ156
- 2021 RA157
- 2021 RB157
- 2021 RC157
- 2021 RD157
- 2021 RE157
- 2021 RF157
- 2021 RG157
- 2021 RH157
- 2021 RJ157
- 2021 RK157
- 2021 RL157
- 2021 RM157
- 2021 RN157
- 2021 RO157
- 2021 RP157
- 2021 RQ157
- 2021 RR157
- 2021 RS157
- 2021 RT157
- 2021 RU157
- 2021 RV157
- 2021 RW157
- 2021 RX157
- 2021 RY157
- 2021 RZ157
- 2021 RA158
- 2021 RB158
- 2021 RC158
- 2021 RD158
- 2021 RE158
- 2021 RF158
- 2021 RG158
- 2021 RH158
- 2021 RJ158
- 2021 RK158
- 2021 RL158
- 2021 RM158
- 2021 RN158
- 2021 RO158
- 2021 RP158
- 2021 RQ158
- 2021 RR158
- 2021 RS158
- 2021 RT158
- 2021 RU158
- 2021 RV158
- 2021 RW158
- 2021 RX158
- 2021 RY158
- 2021 RZ158
- 2021 RA159
- 2021 RB159
- 2021 RC159
- 2021 RD159
- 2021 RE159
- 2021 RF159
- 2021 RG159
- 2021 RH159
- 2021 RJ159
- 2021 RK159
- 2021 RL159
- 2021 RM159
- 2021 RN159
- 2021 RO159
- 2021 RP159
- 2021 RQ159
- 2021 RR159
- 2021 RS159
- 2021 RT159
- 2021 RU159
- 2021 RV159
- 2021 RW159
- 2021 RX159
- 2021 RY159
- 2021 RZ159
- 2021 RA160
- 2021 RB160
- 2021 RC160
- 2021 RD160
- 2021 RE160
- 2021 RF160
- 2021 RG160
- 2021 RH160
- 2021 RJ160
- 2021 RK160
- 2021 RL160
- 2021 RM160
- 2021 RN160
- 2021 RO160
- 2021 RP160
- 2021 RQ160
- 2021 RR160
- 2021 RS160
- 2021 RT160
- 2021 RU160
- 2021 RV160
- 2021 RW160
- 2021 RX160
- 2021 RY160
- 2021 RZ160
- 2021 RA161
- 2021 RB161
- 2021 RC161
- 2021 RD161
- 2021 RE161
- 2021 RF161
- 2021 RG161
- 2021 RH161
- 2021 RJ161
- 2021 RK161
- 2021 RL161
- 2021 RM161
- 2021 RN161
- 2021 RO161
- 2021 RP161
- 2021 RQ161
- 2021 RR161
- 2021 RS161
- 2021 RT161
- 2021 RU161
- 2021 RV161
- 2021 RW161
- 2021 RX161
- 2021 RY161
- 2021 RZ161
- 2021 RA162
- 2021 RB162
- 2021 RC162
- 2021 RD162
- 2021 RE162
- 2021 RF162
- 2021 RH162
- 2021 RJ162
- 2021 RK162
- 2021 RL162
- 2021 RM162
- 2021 RN162
- 2021 RO162
- 2021 RP162
- 2021 RQ162
- 2021 RR162
- 2021 RS162
- 2021 RT162
- 2021 RU162
- 2021 RV162
- 2021 RW162
- 2021 RX162
- 2021 RY162
- 2021 RZ162
- 2021 RA163
- 2021 RB163
- 2021 RC163
- 2021 RD163
- 2021 RE163
- 2021 RF163
- 2021 RG163
- 2021 RH163
- 2021 RJ163
- 2021 RK163
- 2021 RL163
- 2021 RM163
- 2021 RN163
- 2021 RO163
- 2021 RP163
- 2021 RQ163
- 2021 RR163
- 2021 RS163
- 2021 RT163
- 2021 RU163
- 2021 RV163
- 2021 RW163
- 2021 RX163
- 2021 RY163
- 2021 RZ163
- 2021 RA164
- 2021 RB164
- 2021 RC164
- 2021 RD164
- 2021 RE164
- 2021 RF164
- 2021 RG164
- 2021 RH164
- 2021 RJ164
- 2021 RK164
- 2021 RL164
- 2021 RM164
- 2021 RN164
- 2021 RO164
- 2021 RP164
- 2021 RQ164
- 2021 RR164
- 2021 RS164
- 2021 RT164
- 2021 RU164
- 2021 RV164
- 2021 RW164
- 2021 RX164
- 2021 RY164
- 2021 RZ164
- 2021 RA165
- 2021 RB165
- 2021 RC165
- 2021 RD165
- 2021 RE165
- 2021 RF165
- 2021 RG165
- 2021 RH165
- 2021 RJ165
- 2021 RK165
- 2021 RL165
- 2021 RM165
- 2021 RN165
- 2021 RO165
- 2021 RP165
- 2021 RQ165
- 2021 RR165
- 2021 RS165
- 2021 RT165
- 2021 RU165
- 2021 RV165
- 2021 RX165
- 2021 RY165
- 2021 RZ165
- 2021 RA166
- 2021 RB166
- 2021 RC166
- 2021 RD166
- 2021 RE166
- 2021 RF166
- 2021 RG166
- 2021 RH166
- 2021 RJ166
- 2021 RK166
- 2021 RL166
- 2021 RM166
- 2021 RN166
- 2021 RO166
- 2021 RP166
- 2021 RQ166
- 2021 RR166
- 2021 RS166
- 2021 RT166
- 2021 RU166
- 2021 RV166
- 2021 RW166
- 2021 RX166
- 2021 RY166
- 2021 RZ166
- 2021 RA167
- 2021 RB167
- 2021 RC167
- 2021 RD167
- 2021 RE167
- 2021 RF167
- 2021 RG167
- 2021 RH167
- 2021 RJ167
- 2021 RK167
- 2021 RL167
- 2021 RM167
- 2021 RN167
- 2021 RO167
- 2021 RP167
- 2021 RQ167
- 2021 RR167
- 2021 RS167
- 2021 RT167
- 2021 RU167
- 2021 RV167
- 2021 RW167
- 2021 RY167
- 2021 RZ167
- 2021 RA168
- 2021 RB168
- 2021 RC168
- 2021 RD168
- 2021 RE168
- 2021 RF168
- 2021 RG168
- 2021 RH168
- 2021 RJ168
- 2021 RK168
- 2021 RL168
- 2021 RM168
- 2021 RN168
- 2021 RO168
- 2021 RP168
- 2021 RQ168
- 2021 RR168
- 2021 RS168
- 2021 RT168
- 2021 RU168
- 2021 RV168
- 2021 RW168
- 2021 RX168
- 2021 RY168
- 2021 RZ168
- 2021 RA169
- 2021 RB169
- 2021 RC169
- 2021 RD169
- 2021 RE169
- 2021 RF169
- 2021 RG169
- 2021 RH169
- 2021 RJ169
- 2021 RK169
- 2021 RL169
- 2021 RM169
- 2021 RN169
- 2021 RO169
- 2021 RP169
- 2021 RQ169
- 2021 RR169
- 2021 RS169
- 2021 RT169
- 2021 RU169
- 2021 RV169
- 2021 RW169
- 2021 RX169
- 2021 RY169
- 2021 RZ169
- 2021 RA170
- 2021 RB170
- 2021 RD170
- 2021 RE170
- 2021 RF170
- 2021 RG170
- 2021 RH170
- 2021 RJ170
- 2021 RK170
- 2021 RL170
- 2021 RM170
- 2021 RN170
- 2021 RO170
- 2021 RP170
- 2021 RQ170
- 2021 RR170
- 2021 RS170
- 2021 RT170
- 2021 RU170
- 2021 RV170
- 2021 RW170
- 2021 RX170
- 2021 RY170
- 2021 RZ170
- 2021 RA171
- 2021 RB171
- 2021 RC171
- 2021 RD171
- 2021 RE171
- 2021 RF171
- 2021 RG171
- 2021 RH171
- 2021 RJ171
- 2021 RK171
- 2021 RL171
- 2021 RM171
- 2021 RN171
- 2021 RO171
- 2021 RP171
- 2021 RQ171
- 2021 RR171
- 2021 RS171
- 2021 RT171
- 2021 RU171
- 2021 RV171
- 2021 RW171
- 2021 RX171
- 2021 RY171
- 2021 RZ171
- 2021 RA172
- 2021 RB172
- 2021 RD172
- 2021 RE172
- 2021 RF172
- 2021 RG172
- 2021 RH172
- 2021 RJ172
- 2021 RK172
- 2021 RL172
- 2021 RM172
- 2021 RN172
- 2021 RO172
- 2021 RP172
- 2021 RQ172
- 2021 RR172
- 2021 RS172
- 2021 RT172
- 2021 RU172
- 2021 RV172
- 2021 RW172
- 2021 RX172
- 2021 RY172
- 2021 RZ172
- 2021 RA173
- 2021 RB173
- 2021 RC173
- 2021 RD173
- 2021 RE173
- 2021 RF173
- 2021 RG173
- 2021 RH173
- 2021 RJ173
- 2021 RK173
- 2021 RL173
- 2021 RM173
- 2021 RN173
- 2021 RO173
- 2021 RP173
- 2021 RQ173
- 2021 RR173
- 2021 RS173
- 2021 RT173
- 2021 RU173
- 2021 RV173
- 2021 RW173
- 2021 RX173
- 2021 RY173
- 2021 RZ173
- 2021 RA174
- 2021 RC174
- 2021 RD174
- 2021 RE174
- 2021 RF174
- 2021 RG174
- 2021 RH174
- 2021 RJ174
- 2021 RK174
- 2021 RL174
- 2021 RM174
- 2021 RN174
- 2021 RO174
- 2021 RP174
- 2021 RQ174
- 2021 RR174
- 2021 RS174
- 2021 RT174
- 2021 RU174
- 2021 RV174
- 2021 RW174
- 2021 RX174
- 2021 RY174
- 2021 RZ174
- 2021 RA175
- 2021 RB175
- 2021 RC175
- 2021 RD175
- 2021 RE175
- 2021 RF175
- 2021 RG175
- 2021 RH175
- 2021 RJ175
- 2021 RK175
- 2021 RL175
- 2021 RM175
- 2021 RN175
- 2021 RO175
- 2021 RP175
- 2021 RQ175
- 2021 RR175
- 2021 RS175
- 2021 RT175
- 2021 RU175
- 2021 RV175
- 2021 RW175
- 2021 RX175
- 2021 RY175
- 2021 RZ175
- 2021 RA176
- 2021 RB176
- 2021 RC176
- 2021 RE176
- 2021 RF176
- 2021 RG176
- 2021 RH176
- 2021 RJ176
- 2021 RK176
- 2021 RM176
- 2021 RN176
- 2021 RO176
- 2021 RP176
- 2021 RQ176
- 2021 RR176
- 2021 RS176
- 2021 RT176
- 2021 RU176
- 2021 RX176
- 2021 RY176
- 2021 RZ176
- 2021 RC177
- 2021 RD177
- 2021 RE177
- 2021 RF177
- 2021 RG177
- 2021 RH177
- 2021 RJ177
- 2021 RK177
- 2021 RL177
- 2021 RM177
- 2021 RN177
- 2021 RO177
- 2021 RP177
- 2021 RQ177
- 2021 RR177
- 2021 RS177
- 2021 RT177
- 2021 RU177
- 2021 RW177
- 2021 RX177
- 2021 RY177
- 2021 RZ177
- 2021 RA178
- 2021 RB178
- 2021 RD178
- 2021 RE178
- 2021 RF178
- 2021 RG178
- 2021 RH178
- 2021 RJ178
- 2021 RK178
- 2021 RL178
- 2021 RO178
- 2021 RP178
- 2021 RQ178
- 2021 RR178
- 2021 RS178
- 2021 RT178
- 2021 RU178
- 2021 RV178
- 2021 RW178
- 2021 RX178
- 2021 RY178
- 2021 RZ178
- 2021 RA179
- 2021 RB179
- 2021 RC179
- 2021 RD179
- 2021 RE179
- 2021 RF179
- 2021 RG179
- 2021 RH179
- 2021 RK179
- 2021 RL179
- 2021 RN179
- 2021 RO179
- 2021 RP179
- 2021 RQ179
- 2021 RR179
- 2021 RS179
- 2021 RT179
- 2021 RU179
- 2021 RV179
- 2021 RW179
- 2021 RZ179
- 2021 RA180
- 2021 RB180
- 2021 RC180
- 2021 RD180
- 2021 RE180
- 2021 RF180
- 2021 RG180
- 2021 RH180
- 2021 RJ180
- 2021 RK180
- 2021 RL180
- 2021 RM180
- 2021 RN180
- 2021 RO180
- 2021 RQ180
- 2021 RR180
- 2021 RS180
- 2021 RT180
- 2021 RU180
- 2021 RV180
- 2021 RW180
- 2021 RX180
- 2021 RY180
- 2021 RZ180
- 2021 RA181
- 2021 RB181
- 2021 RC181
- 2021 RD181
- 2021 RE181
- 2021 RF181
- 2021 RG181
- 2021 RH181
- 2021 RJ181
- 2021 RK181
- 2021 RL181
- 2021 RM181
- 2021 RN181
- 2021 RO181
- 2021 RP181
- 2021 RQ181
- 2021 RR181
- 2021 RT181
- 2021 RU181
- 2021 RV181
- 2021 RW181
- 2021 RX181
- 2021 RY181
- 2021 RZ181
- 2021 RA182
- 2021 RB182
- 2021 RC182
- 2021 RD182
- 2021 RE182
- 2021 RF182
- 2021 RG182
- 2021 RH182
- 2021 RJ182
- 2021 RK182
- 2021 RL182
- 2021 RM182
- 2021 RN182
- 2021 RO182
- 2021 RP182
- 2021 RQ182
- 2021 RR182
- 2021 RS182
- 2021 RT182
- 2021 RU182
- 2021 RV182
- 2021 RW182
- 2021 RY182
- 2021 RZ182
- 2021 RA183
- 2021 RB183
- 2021 RC183
- 2021 RD183
- 2021 RE183
- 2021 RF183
- 2021 RG183
- 2021 RJ183
- 2021 RK183
- 2021 RL183
- 2021 RM183
- 2021 RN183
- 2021 RO183
- 2021 RP183
- 2021 RQ183
- 2021 RR183
- 2021 RS183
- 2021 RT183
- 2021 RV183
- 2021 RW183
- 2021 RX183
- 2021 RY183
- 2021 RZ183
- 2021 RA184
- 2021 RB184
- 2021 RC184
- 2021 RD184
- 2021 RE184
- 2021 RG184
- 2021 RH184
- 2021 RJ184
- 2021 RK184
- 2021 RL184
- 2021 RM184
- 2021 RN184
- 2021 RO184
- 2021 RP184
- 2021 RQ184
- 2021 RR184
- 2021 RS184
- 2021 RU184
- 2021 RV184
- 2021 RW184
- 2021 RX184
- 2021 RY184
- 2021 RA185
- 2021 RB185
- 2021 RC185
- 2021 RD185
- 2021 RE185
- 2021 RG185
- 2021 RH185
- 2021 RJ185
- 2021 RK185
- 2021 RN185
- 2021 RO185
- 2021 RP185
- 2021 RQ185
- 2021 RR185
- 2021 RS185
- 2021 RU185
- 2021 RV185
- 2021 RX185
- 2021 RY185
- 2021 RZ185
- 2021 RA186
- 2021 RB186
- 2021 RC186
- 2021 RD186
- 2021 RE186
- 2021 RF186
- 2021 RG186
- 2021 RH186
- 2021 RJ186
- 2021 RK186
- 2021 RL186
- 2021 RM186
- 2021 RN186
- 2021 RO186
- 2021 RP186
- 2021 RQ186
- 2021 RR186
- 2021 RS186
- 2021 RT186
- 2021 RU186
- 2021 RV186
- 2021 RW186
- 2021 RX186
- 2021 RY186
- 2021 RZ186
- 2021 RA187
- 2021 RB187
- 2021 RC187
- 2021 RD187
- 2021 RE187
- 2021 RF187
- 2021 RG187
- 2021 RH187
- 2021 RJ187
- 2021 RK187
- 2021 RL187
- 2021 RM187
- 2021 RN187
- 2021 RO187
- 2021 RP187
- 2021 RQ187
- 2021 RR187
- 2021 RS187
- 2021 RT187
- 2021 RU187
- 2021 RV187
- 2021 RW187
- 2021 RX187
- 2021 RY187
- 2021 RZ187
- 2021 RA188
- 2021 RB188
- 2021 RC188
- 2021 RD188
- 2021 RE188
- 2021 RF188
- 2021 RG188
- 2021 RH188
- 2021 RJ188
- 2021 RK188
- 2021 RL188
- 2021 RM188
- 2021 RN188
- 2021 RO188
- 2021 RP188
- 2021 RQ188
- 2021 RR188
- 2021 RS188
- 2021 RT188
- 2021 RU188
- 2021 RV188
- 2021 RW188
- 2021 RX188
- 2021 RY188
- 2021 RZ188
- 2021 RA189
- 2021 RB189
- 2021 RC189
- 2021 RD189
- 2021 RE189
- 2021 RF189
- 2021 RG189
- 2021 RH189
- 2021 RJ189
- 2021 RK189
- 2021 RL189
- 2021 RM189
- 2021 RN189
- 2021 RO189
- 2021 RP189
- 2021 RQ189
- 2021 RR189
- 2021 RS189
- 2021 RT189
- 2021 RU189
- 2021 RV189
- 2021 RW189
- 2021 RX189
- 2021 RY189
- 2021 RZ189
- 2021 RA190
- 2021 RB190
- 2021 RC190
- 2021 RD190
- 2021 RE190
- 2021 RF190
- 2021 RG190
- 2021 RH190
- 2021 RJ190
- 2021 RK190
- 2021 RL190
- 2021 RM190
- 2021 RN190
- 2021 RO190
- 2021 RP190
- 2021 RQ190
- 2021 RR190
- 2021 RS190
- 2021 RT190
- 2021 RU190
- 2021 RV190
- 2021 RW190
- 2021 RX190
- 2021 RY190
- 2021 RZ190
- 2021 RA191
- 2021 RB191
- 2021 RC191
- 2021 RD191
- 2021 RE191
- 2021 RF191
- 2021 RG191
- 2021 RH191
- 2021 RJ191
- 2021 RK191
- 2021 RL191
- 2021 RM191
- 2021 RN191
- 2021 RO191
- 2021 RP191
- 2021 RQ191
- 2021 RR191
- 2021 RS191
- 2021 RT191
- 2021 RU191
- 2021 RV191
- 2021 RW191
- 2021 RX191
- 2021 RY191
- 2021 RZ191
- 2021 RA192
- 2021 RB192
- 2021 RC192
- 2021 RD192
- 2021 RE192
- 2021 RF192
- 2021 RG192
- 2021 RH192
- 2021 RJ192
- 2021 RK192
- 2021 RL192
- 2021 RM192
- 2021 RN192
- 2021 RO192
- 2021 RP192
- 2021 RQ192
- 2021 RR192
- 2021 RS192
- 2021 RT192
- 2021 RU192
- 2021 RV192
- 2021 RW192
- 2021 RX192
- 2021 RY192
- 2021 RZ192
- 2021 RA193
- 2021 RB193
- 2021 RC193
- 2021 RD193
- 2021 RE193
- 2021 RF193
- 2021 RG193
- 2021 RH193
- 2021 RJ193
- 2021 RK193
- 2021 RL193
- 2021 RM193
- 2021 RN193
- 2021 RO193
- 2021 RP193
- 2021 RQ193
- 2021 RR193
- 2021 RS193
- 2021 RT193
- 2021 RU193
- 2021 RV193
- 2021 RW193
- 2021 RX193
- 2021 RY193
- 2021 RZ193
- 2021 RA194
- 2021 RB194
- 2021 RC194
- 2021 RD194
- 2021 RE194
- 2021 RF194
- 2021 RG194
- 2021 RH194
- 2021 RJ194
- 2021 RK194
- 2021 RL194
- 2021 RM194
- 2021 RN194
- 2021 RO194
- 2021 RP194
- 2021 RQ194
- 2021 RR194
- 2021 RS194
- 2021 RT194
- 2021 RU194
- 2021 RV194
- 2021 RW194
- 2021 RX194
- 2021 RY194
- 2021 RZ194
- 2021 RA195
- 2021 RB195
- 2021 RC195
- 2021 RD195
- 2021 RE195
- 2021 RF195
- 2021 RG195
- 2021 RH195
- 2021 RJ195
- 2021 RK195
- 2021 RL195
- 2021 RM195
- 2021 RN195
- 2021 RO195
- 2021 RP195
- 2021 RQ195
- 2021 RR195
- 2021 RS195
- 2021 RT195
- 2021 RU195
- 2021 RV195
- 2021 RW195
- 2021 RX195
- 2021 RY195
- 2021 RZ195
- 2021 RA196
- 2021 RB196
- 2021 RC196
- 2021 RD196
- 2021 RE196
- 2021 RF196
- 2021 RG196
- 2021 RH196
- 2021 RJ196
- 2021 RK196
- 2021 RL196
- 2021 RM196
- 2021 RN196
- 2021 RO196
- 2021 RP196
- 2021 RQ196
- 2021 RR196
- 2021 RT196
- 2021 RU196
- 2021 RV196
- 2021 RW196
- 2021 RX196
- 2021 RY196
- 2021 RZ196
- 2021 RA197
- 2021 RB197
- 2021 RC197
- 2021 RD197
- 2021 RE197
- 2021 RF197
- 2021 RG197
- 2021 RH197
- 2021 RJ197
- 2021 RK197
- 2021 RL197
- 2021 RM197
- 2021 RN197
- 2021 RO197
- 2021 RP197
- 2021 RQ197
- 2021 RR197
- 2021 RS197
- 2021 RT197
- 2021 RU197
- 2021 RV197
- 2021 RW197
- 2021 RX197
- 2021 RY197
- 2021 RZ197
- 2021 RA198
- 2021 RB198
- 2021 RC198
- 2021 RD198
- 2021 RE198
- 2021 RF198
- 2021 RG198
- 2021 RH198
- 2021 RJ198
- 2021 RK198
- 2021 RL198
- 2021 RM198
- 2021 RN198
- 2021 RO198
- 2021 RP198
- 2021 RQ198
- 2021 RR198
- 2021 RS198
- 2021 RT198
- 2021 RU198
- 2021 RV198
- 2021 RW198
- 2021 RY198
- 2021 RZ198
- 2021 RA199
- 2021 RB199
- 2021 RC199
- 2021 RD199
- 2021 RE199
- 2021 RF199
- 2021 RH199
- 2021 RJ199
- 2021 RK199
- 2021 RL199
- 2021 RM199
- 2021 RN199
- 2021 RO199
- 2021 RP199
- 2021 RQ199
- 2021 RR199
- 2021 RS199
- 2021 RT199
- 2021 RU199
- 2021 RV199
- 2021 RW199
- 2021 RX199
- 2021 RY199
- 2021 RZ199
- 2021 RA200
- 2021 RB200
- 2021 RC200
- 2021 RD200
- 2021 RE200
- 2021 RF200
- 2021 RG200
- 2021 RH200
- 2021 RJ200
- 2021 RL200
- 2021 RM200
- 2021 RN200
- 2021 RO200
- 2021 RP200
- 2021 RQ200
- 2021 RR200
- 2021 RS200
- 2021 RT200
- 2021 RU200
- 2021 RV200
- 2021 RW200
- 2021 RX200
- 2021 RY200
- 2021 RZ200
- 2021 RA201
- 2021 RB201
- 2021 RC201
- 2021 RD201
- 2021 RE201
- 2021 RF201
- 2021 RG201
- 2021 RH201
- 2021 RJ201
- 2021 RK201
- 2021 RL201
- 2021 RM201
- 2021 RN201
- 2021 RO201
- 2021 RP201
- 2021 RQ201
- 2021 RR201
- 2021 RS201
- 2021 RT201
- 2021 RU201
- 2021 RV201
- 2021 RW201
- 2021 RX201
- 2021 RY201
- 2021 RZ201
- 2021 RA202
- 2021 RB202
- 2021 RC202
- 2021 RD202
- 2021 RE202
- 2021 RF202
- 2021 RG202
- 2021 RJ202
- 2021 RK202
- 2021 RL202
- 2021 RM202
- 2021 RN202
- 2021 RO202
- 2021 RP202
- 2021 RQ202
- 2021 RR202
- 2021 RS202
- 2021 RT202
- 2021 RU202
- 2021 RV202
- 2021 RW202
- 2021 RX202
- 2021 RY202
- 2021 RZ202
- 2021 RA203
- 2021 RB203
- 2021 RC203
- 2021 RD203
- 2021 RE203
- 2021 RF203
- 2021 RG203
- 2021 RH203
- 2021 RJ203
- 2021 RK203
- 2021 RL203
- 2021 RM203
- 2021 RN203
- 2021 RO203
- 2021 RP203
- 2021 RQ203
- 2021 RR203
- 2021 RS203
- 2021 RT203
- 2021 RU203
- 2021 RV203
- 2021 RX203
- 2021 RY203
- 2021 RZ203
- 2021 RA204
- 2021 RB204
- 2021 RC204
- 2021 RD204
- 2021 RE204
- 2021 RF204
- 2021 RH204
- 2021 RJ204
- 2021 RK204
- 2021 RL204
- 2021 RM204
- 2021 RN204
- 2021 RO204
- 2021 RP204
- 2021 RQ204
- 2021 RR204
- 2021 RS204
- 2021 RT204
- 2021 RV204
- 2021 RX204
- 2021 RY204
- 2021 RZ204
- 2021 RA205
- 2021 RB205
- 2021 RC205
- 2021 RD205
- 2021 RE205
- 2021 RG205
- 2021 RJ205
- 2021 RK205
- 2021 RL205
- 2021 RM205
- 2021 RN205
- 2021 RO205
- 2021 RP205
- 2021 RQ205
- 2021 RR205
- 2021 RS205
- 2021 RU205
- 2021 RV205
- 2021 RW205
- 2021 RX205
- 2021 RY205
- 2021 RZ205
- 2021 RA206
- 2021 RB206
- 2021 RC206
- 2021 RD206
- 2021 RE206
- 2021 RF206
- 2021 RG206
- 2021 RK206
- 2021 RL206
- 2021 RM206
- 2021 RN206
- 2021 RO206
- 2021 RP206
- 2021 RQ206
- 2021 RR206
- 2021 RS206
- 2021 RT206
- 2021 RU206
- 2021 RV206
- 2021 RW206
- 2021 RX206
- 2021 RY206
- 2021 RA207
- 2021 RB207
- 2021 RC207
- 2021 RD207
- 2021 RF207
- 2021 RH207
- 2021 RK207
- 2021 RL207
- 2021 RM207
- 2021 RN207
- 2021 RO207
- 2021 RP207
- 2021 RQ207
- 2021 RR207
- 2021 RS207
- 2021 RT207
- 2021 RU207
- 2021 RV207
- 2021 RW207
- 2021 RX207
- 2021 RY207
- 2021 RA208
- 2021 RB208
- 2021 RC208
- 2021 RD208
- 2021 RE208
- 2021 RF208
- 2021 RG208
- 2021 RH208
- 2021 RJ208
- 2021 RK208
- 2021 RL208
- 2021 RM208
- 2021 RN208
- 2021 RO208
- 2021 RP208
- 2021 RQ208
- 2021 RR208
- 2021 RS208
- 2021 RT208
- 2021 RU208
- 2021 RV208
- 2021 RW208
- 2021 RX208
- 2021 RY208
- 2021 RZ208
- 2021 RB209
- 2021 RC209
- 2021 RD209
- 2021 RE209
- 2021 RF209
- 2021 RG209
- 2021 RH209
- 2021 RJ209
- 2021 RK209
- 2021 RL209
- 2021 RM209
- 2021 RN209
- 2021 RO209
- 2021 RP209
- 2021 RQ209
- 2021 RR209
- 2021 RS209
- 2021 RT209
- 2021 RU209
- 2021 RV209
- 2021 RW209
- 2021 RX209
- 2021 RY209
- 2021 RZ209
- 2021 RA210
- 2021 RB210
- 2021 RC210
- 2021 RD210
- 2021 RE210
- 2021 RF210
- 2021 RG210
- 2021 RH210
- 2021 RJ210
- 2021 RK210
- 2021 RL210
- 2021 RM210
- 2021 RN210
- 2021 RO210
- 2021 RP210
- 2021 RQ210
- 2021 RR210
- 2021 RS210
- 2021 RT210
- 2021 RU210
- 2021 RV210
- 2021 RW210
- 2021 RX210
- 2021 RY210
- 2021 RZ210
- 2021 RA211
- 2021 RB211
- 2021 RC211
- 2021 RD211
- 2021 RE211
- 2021 RF211
- 2021 RG211
- 2021 RH211
- 2021 RJ211
- 2021 RK211
- 2021 RL211
- 2021 RM211
- 2021 RN211
- 2021 RO211
- 2021 RP211
- 2021 RQ211
- 2021 RR211
- 2021 RS211
- 2021 RT211
- 2021 RU211
- 2021 RV211
- 2021 RW211
- 2021 RX211
- 2021 RY211
- 2021 RZ211
- 2021 RA212
- 2021 RB212
- 2021 RC212
- 2021 RD212
- 2021 RE212
- 2021 RF212
- 2021 RG212
- 2021 RH212
- 2021 RJ212
- 2021 RK212
- 2021 RL212
- 2021 RM212
- 2021 RN212
- 2021 RO212
- 2021 RP212
- 2021 RQ212
- 2021 RR212
- 2021 RS212
- 2021 RT212
- 2021 RU212
- 2021 RV212
- 2021 RW212
- 2021 RX212
- 2021 RY212
- 2021 RZ212
- 2021 RA213
- 2021 RB213
- 2021 RC213
- 2021 RD213
- 2021 RE213
- 2021 RF213
- 2021 RG213
- 2021 RH213
- 2021 RJ213
- 2021 RK213
- 2021 RL213
- 2021 RM213
- 2021 RN213
- 2021 RO213
- 2021 RP213
- 2021 RQ213
- 2021 RR213
- 2021 RS213
- 2021 RT213
- 2021 RU213
- 2021 RV213
- 2021 RW213
- 2021 RX213
- 2021 RY213
- 2021 RA214
- 2021 RB214
- 2021 RC214
- 2021 RD214
- 2021 RE214
- 2021 RF214
- 2021 RG214
- 2021 RH214
- 2021 RJ214
- 2021 RK214
- 2021 RL214
- 2021 RM214
- 2021 RN214
- 2021 RO214
- 2021 RP214
- 2021 RQ214
- 2021 RR214
- 2021 RS214
- 2021 RT214
- 2021 RU214
- 2021 RV214
- 2021 RW214
- 2021 RX214
- 2021 RY214
- 2021 RZ214
- 2021 RA215
- 2021 RB215
- 2021 RC215
- 2021 RD215
- 2021 RE215
- 2021 RF215
- 2021 RG215
- 2021 RH215
- 2021 RJ215
- 2021 RK215
- 2021 RL215
- 2021 RM215
- 2021 RN215
- 2021 RO215
- 2021 RP215
- 2021 RQ215
- 2021 RR215
- 2021 RS215
- 2021 RT215
- 2021 RU215
- 2021 RV215
- 2021 RW215
- 2021 RX215
- 2021 RY215
- 2021 RZ215
- 2021 RA216
- 2021 RC216
- 2021 RD216
- 2021 RE216
- 2021 RF216
- 2021 RG216
- 2021 RH216
- 2021 RJ216
- 2021 RK216
- 2021 RL216
- 2021 RM216
- 2021 RN216
- 2021 RO216
- 2021 RP216
- 2021 RQ216
- 2021 RR216
- 2021 RS216
- 2021 RT216
- 2021 RU216
- 2021 RV216
- 2021 RW216
- 2021 RX216
- 2021 RY216
- 2021 RZ216
- 2021 RA217
- 2021 RB217
- 2021 RC217
- 2021 RD217
- 2021 RE217
- 2021 RF217
- 2021 RG217
- 2021 RH217
- 2021 RK217
- 2021 RL217
- 2021 RM217
- 2021 RN217
- 2021 RO217
- 2021 RP217
- 2021 RQ217
- 2021 RR217
- 2021 RS217
- 2021 RT217
- 2021 RU217
- 2021 RV217
- 2021 RW217
- 2021 RX217
- 2021 RY217
- 2021 RZ217
- 2021 RA218
- 2021 RB218
- 2021 RC218
- 2021 RD218
- 2021 RE218
- 2021 RF218
- 2021 RG218
- 2021 RH218
- 2021 RJ218
- 2021 RL218
- 2021 RM218
- 2021 RN218
- 2021 RO218
- 2021 RQ218
- 2021 RR218
- 2021 RS218
- 2021 RT218
- 2021 RU218
- 2021 RV218
- 2021 RW218
- 2021 RX218
- 2021 RY218
- 2021 RZ218
- 2021 RA219
- 2021 RB219
- 2021 RC219
- 2021 RD219
- 2021 RE219
- 2021 RF219
- 2021 RG219
- 2021 RH219
- 2021 RJ219
- 2021 RK219
- 2021 RL219
- 2021 RM219
- 2021 RN219
- 2021 RO219
- 2021 RP219
- 2021 RQ219
- 2021 RR219
- 2021 RS219
- 2021 RT219
- 2021 RU219
- 2021 RV219
- 2021 RW219
- 2021 RX219
- 2021 RY219
- 2021 RZ219
- 2021 RA220
- 2021 RB220
- 2021 RC220
- 2021 RD220
- 2021 RE220
- 2021 RF220
- 2021 RG220
- 2021 RH220
- 2021 RJ220
- 2021 RK220
- 2021 RL220
- 2021 RM220
- 2021 RN220
- 2021 RO220
- 2021 RP220
- 2021 RQ220
- 2021 RR220
- 2021 RS220
- 2021 RT220
- 2021 RU220
- 2021 RV220
- 2021 RW220
- 2021 RX220
- 2021 RZ220
- 2021 RA221
- 2021 RB221
- 2021 RC221
- 2021 RD221
- 2021 RE221
- 2021 RF221
- 2021 RG221
- 2021 RH221
- 2021 RJ221
- 2021 RK221
- 2021 RL221
- 2021 RM221
- 2021 RN221
- 2021 RO221
- 2021 RP221
- 2021 RQ221
- 2021 RR221
- 2021 RS221
- 2021 RT221
- 2021 RV221
- 2021 RW221
- 2021 RX221
- 2021 RY221
- 2021 RZ221
- 2021 RA222
- 2021 RB222
- 2021 RC222
- 2021 RD222
- 2021 RE222
- 2021 RF222
- 2021 RG222
- 2021 RH222
- 2021 RJ222
- 2021 RK222
- 2021 RL222
- 2021 RM222
- 2021 RN222
- 2021 RO222
- 2021 RP222
- 2021 RQ222
- 2021 RR222
- 2021 RS222
- 2021 RT222
- 2021 RU222
- 2021 RV222
- 2021 RW222
- 2021 RX222
- 2021 RY222
- 2021 RZ222
- 2021 RA223
- 2021 RB223
- 2021 RC223
- 2021 RD223
- 2021 RE223
- 2021 RF223
- 2021 RG223
- 2021 RH223
- 2021 RJ223
- 2021 RK223
- 2021 RL223
- 2021 RM223
- 2021 RN223
- 2021 RO223
- 2021 RP223
- 2021 RQ223
- 2021 RR223
- 2021 RS223
- 2021 RT223
- 2021 RU223
- 2021 RV223
- 2021 RW223
- 2021 RX223
- 2021 RY223
- 2021 RZ223
- 2021 RA224
- 2021 RB224
- 2021 RC224
- 2021 RD224
- 2021 RE224
- 2021 RF224
- 2021 RG224
- 2021 RH224
- 2021 RJ224
- 2021 RK224
- 2021 RL224
- 2021 RM224
- 2021 RN224
- 2021 RO224
- 2021 RP224
- 2021 RQ224
- 2021 RR224
- 2021 RS224
- 2021 RT224
- 2021 RU224
- 2021 RV224
- 2021 RW224
- 2021 RX224
- 2021 RY224
- 2021 RZ224
- 2021 RA225
- 2021 RB225
- 2021 RC225
- 2021 RD225
- 2021 RE225
- 2021 RF225
- 2021 RG225
- 2021 RH225
- 2021 RJ225
- 2021 RK225
- 2021 RL225
- 2021 RM225
- 2021 RN225
- 2021 RO225
- 2021 RP225
- 2021 RQ225
- 2021 RR225
- 2021 RS225
- 2021 RT225
- 2021 RU225
- 2021 RV225
- 2021 RW225
- 2021 RX225
- 2021 RY225
- 2021 RZ225
- 2021 RA226
- 2021 RB226
- 2021 RC226
- 2021 RD226
- 2021 RE226
- 2021 RF226
- 2021 RG226
- 2021 RH226
- 2021 RJ226
- 2021 RK226
- 2021 RL226
- 2021 RM226
- 2021 RN226
- 2021 RO226
- 2021 RP226
- 2021 RQ226
- 2021 RR226
- 2021 RS226
- 2021 RT226
- 2021 RU226
- 2021 RV226
- 2021 RW226
- 2021 RX226
- 2021 RY226
- 2021 RZ226
- 2021 RA227
- 2021 RB227
- 2021 RC227
- 2021 RD227
- 2021 RE227
- 2021 RF227
- 2021 RG227
- 2021 RH227
- 2021 RJ227
- 2021 RK227
- 2021 RL227
- 2021 RM227
- 2021 RN227
- 2021 RO227
- 2021 RP227
- 2021 RQ227
- 2021 RR227
- 2021 RS227
- 2021 RT227
- 2021 RU227
- 2021 RV227
- 2021 RW227
- 2021 RX227
- 2021 RY227
- 2021 RZ227
- 2021 RA228
- 2021 RB228
- 2021 RC228
- 2021 RD228
- 2021 RE228
- 2021 RF228
- 2021 RG228
- 2021 RH228
- 2021 RJ228
- 2021 RK228
- 2021 RL228
- 2021 RM228
- 2021 RN228
- 2021 RO228
- 2021 RP228
- 2021 RQ228
- 2021 RR228
- 2021 RS228
- 2021 RT228
- 2021 RU228
- 2021 RV228
- 2021 RW228
- 2021 RX228
- 2021 RY228
- 2021 RZ228
- 2021 RA229
- 2021 RB229
- 2021 RC229
- 2021 RD229
- 2021 RE229
- 2021 RF229
- 2021 RG229
- 2021 RH229
- 2021 RJ229
- 2021 RK229
- 2021 RL229
- 2021 RM229
- 2021 RN229
- 2021 RO229
- 2021 RP229
- 2021 RQ229
- 2021 RR229
- 2021 RS229
- 2021 RT229
- 2021 RU229
- 2021 RV229
- 2021 RW229
- 2021 RX229
- 2021 RY229
- 2021 RZ229
- 2021 RA230
- 2021 RB230
- 2021 RC230
- 2021 RD230
- 2021 RE230
- 2021 RF230
- 2021 RG230
- 2021 RH230
- 2021 RJ230
- 2021 RK230
- 2021 RL230
- 2021 RM230
- 2021 RN230
- 2021 RO230
- 2021 RP230
- 2021 RQ230
- 2021 RR230
- 2021 RS230
- 2021 RT230
- 2021 RU230
- 2021 RV230
- 2021 RW230
- 2021 RX230
- 2021 RY230
- 2021 RZ230
- 2021 RA231
- 2021 RB231
- 2021 RC231
- 2021 RD231
- 2021 RE231
- 2021 RF231
- 2021 RG231
- 2021 RH231
- 2021 RJ231
- 2021 RK231
- 2021 RL231
- 2021 RM231
- 2021 RN231
- 2021 RO231
- 2021 RP231
- 2021 RQ231
- 2021 RR231
- 2021 RS231
- 2021 RT231
- 2021 RU231
- 2021 RV231
- 2021 RW231
- 2021 RX231
- 2021 RY231
- 2021 RZ231
- 2021 RA232
- 2021 RB232
- 2021 RC232
- 2021 RD232
- 2021 RE232
- 2021 RF232
- 2021 RG232
- 2021 RH232
- 2021 RJ232
- 2021 RK232
- 2021 RL232
- 2021 RM232
- 2021 RN232
- 2021 RO232
- 2021 RP232
- 2021 RQ232
- 2021 RR232
- 2021 RS232
- 2021 RT232
- 2021 RU232
- 2021 RV232
- 2021 RW232
- 2021 RX232
- 2021 RY232
- 2021 RZ232
- 2021 RA233
- 2021 RB233
- 2021 RC233
- 2021 RD233
- 2021 RE233
- 2021 RF233
- 2021 RG233
- 2021 RH233
- 2021 RJ233
- 2021 RK233
- 2021 RL233
- 2021 RM233
- 2021 RN233
- 2021 RO233
- 2021 RP233
- 2021 RQ233
- 2021 RR233
- 2021 RS233
- 2021 RT233
- 2021 RU233
- 2021 RV233
- 2021 RW233
- 2021 RX233
- 2021 RY233
- 2021 RZ233
- 2021 RA234
- 2021 RB234
- 2021 RC234
- 2021 RD234
- 2021 RE234
- 2021 RF234
- 2021 RG234
- 2021 RH234
- 2021 RJ234
- 2021 RK234
- 2021 RL234
- 2021 RM234
- 2021 RN234
- 2021 RO234
- 2021 RQ234
- 2021 RR234
- 2021 RS234
- 2021 RT234
- 2021 RU234
- 2021 RV234
- 2021 RW234
- 2021 RX234
- 2021 RY234
- 2021 RZ234
- 2021 RA235
- 2021 RB235
- 2021 RC235
- 2021 RD235
- 2021 RE235
- 2021 RF235
- 2021 RG235
- 2021 RH235
- 2021 RJ235
- 2021 RK235
- 2021 RL235
- 2021 RM235
- 2021 RN235
- 2021 RO235
- 2021 RP235
- 2021 RQ235
- 2021 RR235
- 2021 RS235
- 2021 RT235
- 2021 RU235
- 2021 RV235
- 2021 RW235
- 2021 RX235
- 2021 RY235
- 2021 RZ235
- 2021 RA236
- 2021 RB236
- 2021 RC236
- 2021 RD236
- 2021 RE236
- 2021 RF236
- 2021 RG236
- 2021 RH236
- 2021 RJ236
- 2021 RK236
- 2021 RL236
- 2021 RM236
- 2021 RN236
- 2021 RO236
- 2021 RP236
- 2021 RQ236
- 2021 RR236
- 2021 RS236
- 2021 RT236
- 2021 RU236
- 2021 RV236
- 2021 RW236
- 2021 RX236
- 2021 RY236
- 2021 RZ236
- 2021 RA237
- 2021 RB237
- 2021 RC237
- 2021 RD237
- 2021 RE237
- 2021 RF237
- 2021 RG237
- 2021 RH237
- 2021 RJ237
- 2021 RK237
- 2021 RL237
- 2021 RM237
- 2021 RN237
- 2021 RO237
- 2021 RP237
- 2021 RQ237
- 2021 RR237
- 2021 RS237
- 2021 RT237
- 2021 RU237
- 2021 RV237
- 2021 RW237
- 2021 RX237
- 2021 RY237
- 2021 RZ237
- 2021 RA238
- 2021 RB238
- 2021 RC238
- 2021 RD238
- 2021 RE238
- 2021 RF238
- 2021 RG238
- 2021 RH238
- 2021 RJ238
- 2021 RK238
- 2021 RL238
- 2021 RM238
- 2021 RN238
- 2021 RO238
- 2021 RP238
- 2021 RQ238
- 2021 RR238
- 2021 RS238
- 2021 RT238
- 2021 RU238
- 2021 RV238
- 2021 RW238
- 2021 RX238
- 2021 RY238
- 2021 RZ238
- 2021 RA239
- 2021 RB239
- 2021 RC239
- 2021 RD239
- 2021 RF239
- 2021 RG239
- 2021 RH239
- 2021 RJ239
- 2021 RK239
- 2021 RL239
- 2021 RM239
- 2021 RN239
- 2021 RO239
- 2021 RP239
- 2021 RQ239
- 2021 RR239
- 2021 RS239
- 2021 RT239
- 2021 RU239
- 2021 RV239
- 2021 RW239
- 2021 RX239
- 2021 RY239
- 2021 RZ239
- 2021 RA240
- 2021 RB240
- 2021 RC240
- 2021 RD240
- 2021 RE240
- 2021 RF240
- 2021 RG240
- 2021 RH240
- 2021 RJ240
- 2021 RK240
- 2021 RL240
- 2021 RM240
- 2021 RN240
- 2021 RO240
- 2021 RP240
- 2021 RQ240
- 2021 RR240
- 2021 RT240
- 2021 RU240
- 2021 RV240
- 2021 RW240
- 2021 RX240
- 2021 RY240
- 2021 RZ240
- 2021 RA241
- 2021 RB241
- 2021 RC241
- 2021 RD241
- 2021 RE241
- 2021 RF241
- 2021 RG241
- 2021 RH241
- 2021 RJ241
- 2021 RK241
- 2021 RL241
- 2021 RM241
- 2021 RN241
- 2021 RO241
- 2021 RP241
- 2021 RQ241
- 2021 RR241
- 2021 RT241
- 2021 RU241
- 2021 RV241
- 2021 RW241
- 2021 RX241
- 2021 RY241
- 2021 RZ241
- 2021 RA242
- 2021 RB242
- 2021 RC242
- 2021 RD242
- 2021 RE242
- 2021 RF242
- 2021 RG242
- 2021 RH242
- 2021 RJ242
- 2021 RK242
- 2021 RL242
- 2021 RM242
- 2021 RN242
- 2021 RO242
- 2021 RP242
- 2021 RQ242
- 2021 RR242
- 2021 RS242
- 2021 RT242
- 2021 RU242
- 2021 RV242
- 2021 RW242
- 2021 RX242
- 2021 RY242
- 2021 RZ242
- 2021 RA243
- 2021 RB243
- 2021 RC243
- 2021 RD243
- 2021 RE243
- 2021 RF243
- 2021 RG243
- 2021 RH243
- 2021 RJ243
- 2021 RK243
- 2021 RL243
- 2021 RM243
- 2021 RN243
- 2021 RO243
- 2021 RP243
- 2021 RQ243
- 2021 RR243
- 2021 RS243
- 2021 RT243
- 2021 RU243
- 2021 RV243
- 2021 RW243
- 2021 RX243
- 2021 RY243
- 2021 RZ243
- 2021 RA244
- 2021 RB244
- 2021 RC244
- 2021 RD244
- 2021 RE244
- 2021 RF244
- 2021 RG244
- 2021 RH244
- 2021 RJ244
- 2021 RK244
- 2021 RL244
- 2021 RM244
- 2021 RN244
- 2021 RO244
- 2021 RP244
- 2021 RQ244
- 2021 RR244
- 2021 RS244
- 2021 RT244
- 2021 RU244
- 2021 RV244
- 2021 RW244
- 2021 RX244
- 2021 RY244
- 2021 RA245
- 2021 RB245
- 2021 RC245
- 2021 RD245
- 2021 RE245
- 2021 RF245
- 2021 RH245
- 2021 RJ245
- 2021 RK245
- 2021 RL245
- 2021 RM245
- 2021 RN245
- 2021 RO245
- 2021 RP245
- 2021 RQ245
- 2021 RR245
- 2021 RS245
- 2021 RT245
- 2021 RU245
- 2021 RV245
- 2021 RW245
- 2021 RX245
- 2021 RY245
- 2021 RZ245
- 2021 RA246
- 2021 RB246
- 2021 RC246
- 2021 RD246
- 2021 RE246
- 2021 RF246
- 2021 RH246
- 2021 RJ246
- 2021 RK246
- 2021 RL246
- 2021 RM246
- 2021 RN246
- 2021 RO246
- 2021 RP246
- 2021 RQ246
- 2021 RR246
- 2021 RS246
- 2021 RT246
- 2021 RU246
- 2021 RV246
- 2021 RW246
- 2021 RY246
- 2021 RZ246
- 2021 RA247
- 2021 RB247
- 2021 RC247
- 2021 RD247
- 2021 RE247
- 2021 RF247
- 2021 RG247
- 2021 RH247
- 2021 RJ247
- 2021 RK247
- 2021 RL247
- 2021 RM247
- 2021 RN247
- 2021 RO247
- 2021 RP247
- 2021 RQ247
- 2021 RR247
- 2021 RS247
- 2021 RT247
- 2021 RU247
- 2021 RV247
- 2021 RW247
- 2021 RX247
- 2021 RY247
- 2021 RZ247
- 2021 RA248
- 2021 RB248
- 2021 RC248
- 2021 RD248
- 2021 RE248
- 2021 RF248
- 2021 RG248
- 2021 RH248
- 2021 RJ248
- 2021 RK248
- 2021 RL248
- 2021 RM248
- 2021 RN248
- 2021 RO248
- 2021 RP248
- 2021 RQ248
- 2021 RR248
- 2021 RS248
- 2021 RT248
- 2021 RU248
- 2021 RV248
- 2021 RW248
- 2021 RX248
- 2021 RY248
- 2021 RZ248
- 2021 RA249
- 2021 RB249
- 2021 RC249
- 2021 RD249
- 2021 RE249
- 2021 RF249
- 2021 RG249
- 2021 RH249
- 2021 RJ249
- 2021 RK249
- 2021 RL249
- 2021 RM249
- 2021 RN249
- 2021 RO249
- 2021 RP249
- 2021 RQ249
- 2021 RR249
- 2021 RS249
- 2021 RT249
- 2021 RU249
- 2021 RV249
- 2021 RW249
- 2021 RX249
- 2021 RY249
- 2021 RZ249
- 2021 RA250
- 2021 RB250
- 2021 RC250
- 2021 RD250
- 2021 RE250
- 2021 RF250
- 2021 RG250
- 2021 RH250
- 2021 RJ250
- 2021 RK250
- 2021 RL250
- 2021 RM250
- 2021 RN250
- 2021 RO250
- 2021 RP250
- 2021 RQ250
- 2021 RR250
- 2021 RS250
- 2021 RT250
- 2021 RU250
- 2021 RV250
- 2021 RW250
- 2021 RX250
- 2021 RZ250
- 2021 RA251
- 2021 RB251
- 2021 RC251
- 2021 RD251
- 2021 RE251
- 2021 RF251
- 2021 RG251
- 2021 RH251
- 2021 RJ251
- 2021 RK251
- 2021 RL251
- 2021 RM251
- 2021 RN251
- 2021 RO251
- 2021 RP251
- 2021 RQ251
- 2021 RR251
- 2021 RS251
- 2021 RT251
- 2021 RU251
- 2021 RV251
- 2021 RW251
- 2021 RX251
- 2021 RY251
- 2021 RZ251
- 2021 RA252
- 2021 RB252
- 2021 RC252
- 2021 RD252
- 2021 RE252
- 2021 RF252
- 2021 RG252
- 2021 RH252
- 2021 RJ252
- 2021 RK252
- 2021 RL252
- 2021 RM252
- 2021 RN252
- 2021 RO252
- 2021 RP252
- 2021 RQ252
- 2021 RR252
- 2021 RS252
- 2021 RT252
- 2021 RV252
- 2021 RW252
- 2021 RX252
- 2021 RY252
- 2021 RZ252
- 2021 RA253
- 2021 RB253
- 2021 RC253
- 2021 RD253
- 2021 RE253
- 2021 RF253
- 2021 RG253
- 2021 RH253
- 2021 RJ253
- 2021 RK253
- 2021 RL253
- 2021 RM253
- 2021 RN253
- 2021 RO253
- 2021 RP253
- 2021 RQ253
- 2021 RR253
- 2021 RS253
- 2021 RT253
- 2021 RV253
- 2021 RX253
- 2021 RY253
- 2021 RZ253
- 2021 RA254
- 2021 RB254
- 2021 RC254
- 2021 RD254
- 2021 RE254
- 2021 RF254
- 2021 RG254
- 2021 RH254
- 2021 RJ254
- 2021 RK254
- 2021 RL254
- 2021 RM254
- 2021 RN254
- 2021 RO254
- 2021 RP254
- 2021 RQ254
- 2021 RS254
- 2021 RT254
- 2021 RU254
- 2021 RV254
- 2021 RW254
- 2021 RX254
- 2021 RY254
- 2021 RZ254
- 2021 RA255
- 2021 RB255
- 2021 RC255
- 2021 RD255
- 2021 RE255
- 2021 RF255
- 2021 RG255
- 2021 RH255
- 2021 RJ255
- 2021 RK255
- 2021 RL255
- 2021 RM255
- 2021 RN255
- 2021 RO255
- 2021 RP255
- 2021 RQ255
- 2021 RR255
- 2021 RS255
- 2021 RU255
- 2021 RV255
- 2021 RW255
- 2021 RX255